# St. Peter und Paul (Brandenburg an der Havel)

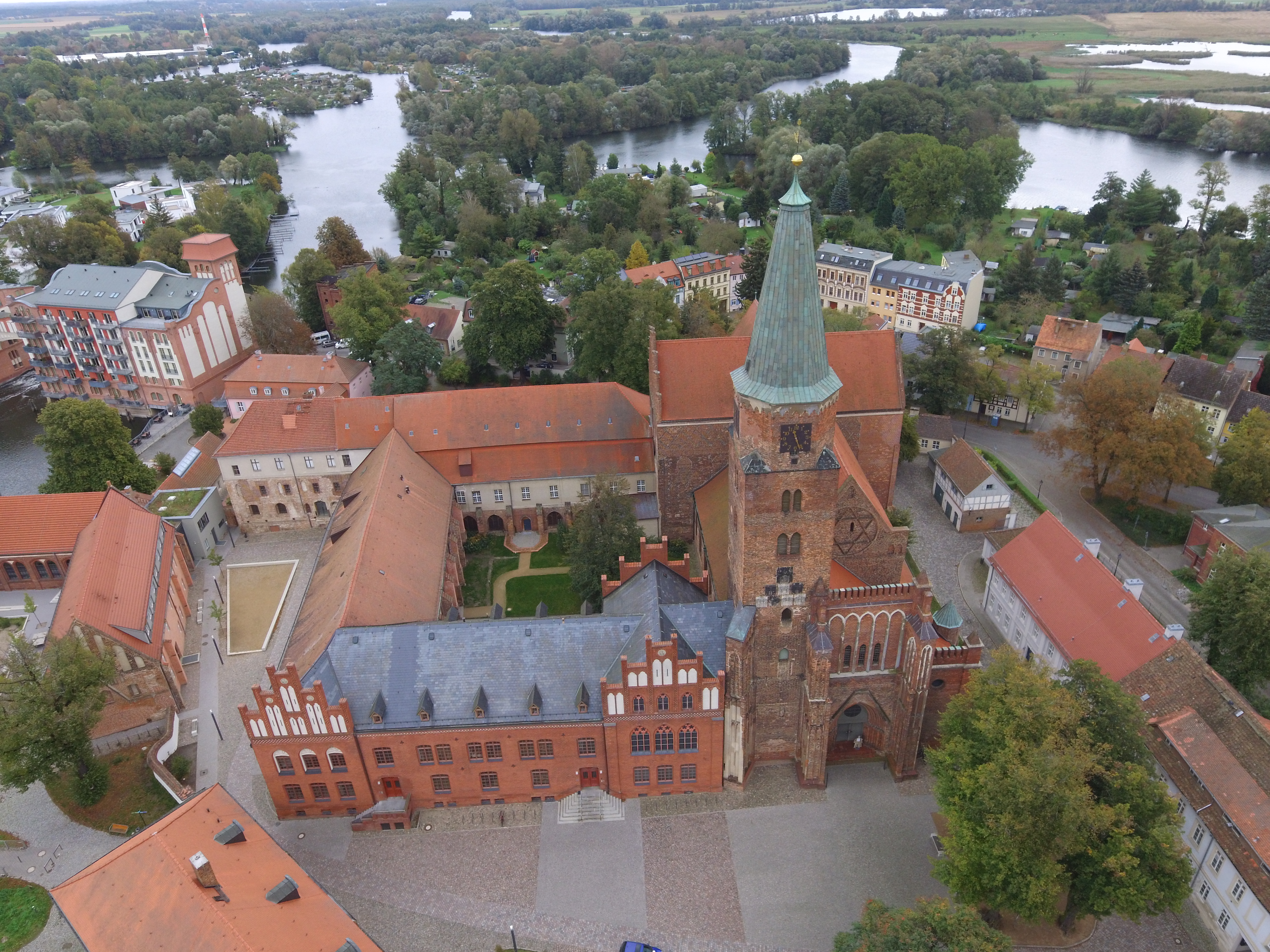
Dom (rechts) mit angebauter Domklausur, Kloster und Nebengebäuden

Der Dom St. Peter und Paul zu Brandenburg, kurz der Brandenburger Dom, ist das größte Kirchengebäude der Stadt Brandenburg an der Havel und wird aufgrund seiner kulturhistorischen Bedeutung als „Wiege der Mark Brandenburg“ bezeichnet. Der Bau begann 1165 auf der Dominsel als einschiffige, kreuzförmige, romanische Saalkirche in Backstein mit späteren Erweiterungen zu einer dreischiffigen Kreuzbasilika im Stil der Backsteingotik. Der Sakralbau war Kern des historischen Bistums Brandenburg, welches ursprünglich 948 durch Otto I. gegründet wurde für die Slawenmission, welche aber zunächst scheiterte. Das Bistum wurde 1161 neu gegründet mit kurz darauf folgendem Dombaubeginn. Mit der Reformation im 16. Jahrhundert wurde der Dom protestantisch und gehört heute zur Evangelischen Kirche Berlin-Brandenburg-Schlesische Oberlausitz. Schutzpatrone sind Petrus und Paulus. Der Dom und sein Museum beherbergen heute wertvolle Kunstwerke vom Mittelalter bis ins 20. Jahrhundert. Das Domstiftsarchiv ist das älteste Archiv östlich der Elbe und beinhaltet die Urkunde mit der Ersterwähnung der Stadt Berlin.

## Geschichte und Gestalt

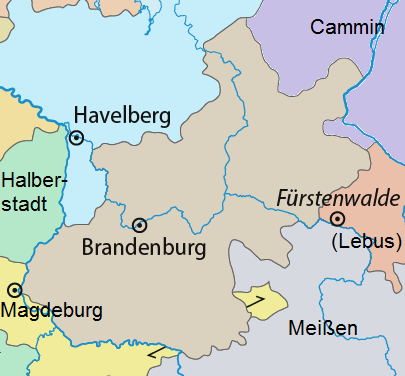
Der Dom als historischer Kern des Bistums Brandenburg

### Vorgeschichte
Im Winter 928/29 eroberten Truppen des sächsisch-christlichen Herrschers Heinrich I. die Brandenburg, eine der ostelbischen, slawischen Hauptburgen. Die zugefrorene Havel begünstigte die Eroberung. Die erstmalige Gründung des Bistums Brandenburg erfolgte durch den späteren Kaiser Otto I. im Jahr 948 (andere Autoren datieren dagegen 964) für die Slawenmission, welche aber zunächst scheiterte. Eine spätere Urkunde von Bischof Bischof Wilmar von 1170 weist darauf hin, dass nach der Eroberung bereits ein erster Dombau begonnen wurde. Dieses Kirchengebäude ging wahrscheinlich im Slawenaufstand von 983 verloren und ist bis heute archäologisch nicht nachgewiesen.
Das Bistum Brandenburg wurde 1161 neu gegründet und stabilisiert im Rahmen der erfolgreichen Ostexpansion des Heiligen Römischen Reiches und der vorherigen Gründung der Mark Brandenburg durch Albrecht I. von Brandenburg im Jahr 1157. Der zukünftige Dom bildete den historischen Kern des Bistums Brandenburg und wird deshalb als „Wiege der Mark Brandenburg“ bezeichnet.

### Dombau von Romanik zur Gotik

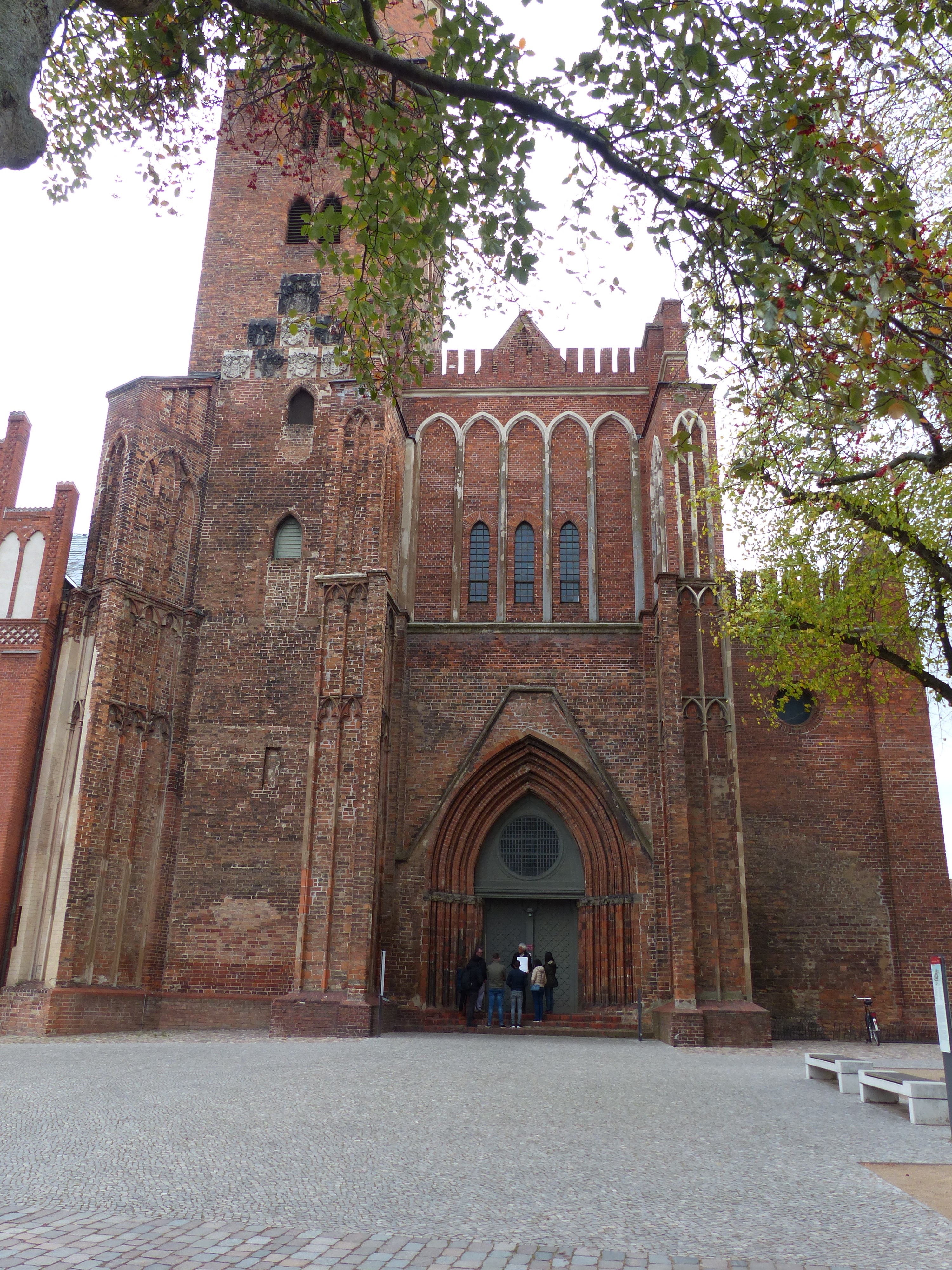
Westfassade mit gotischem Portal

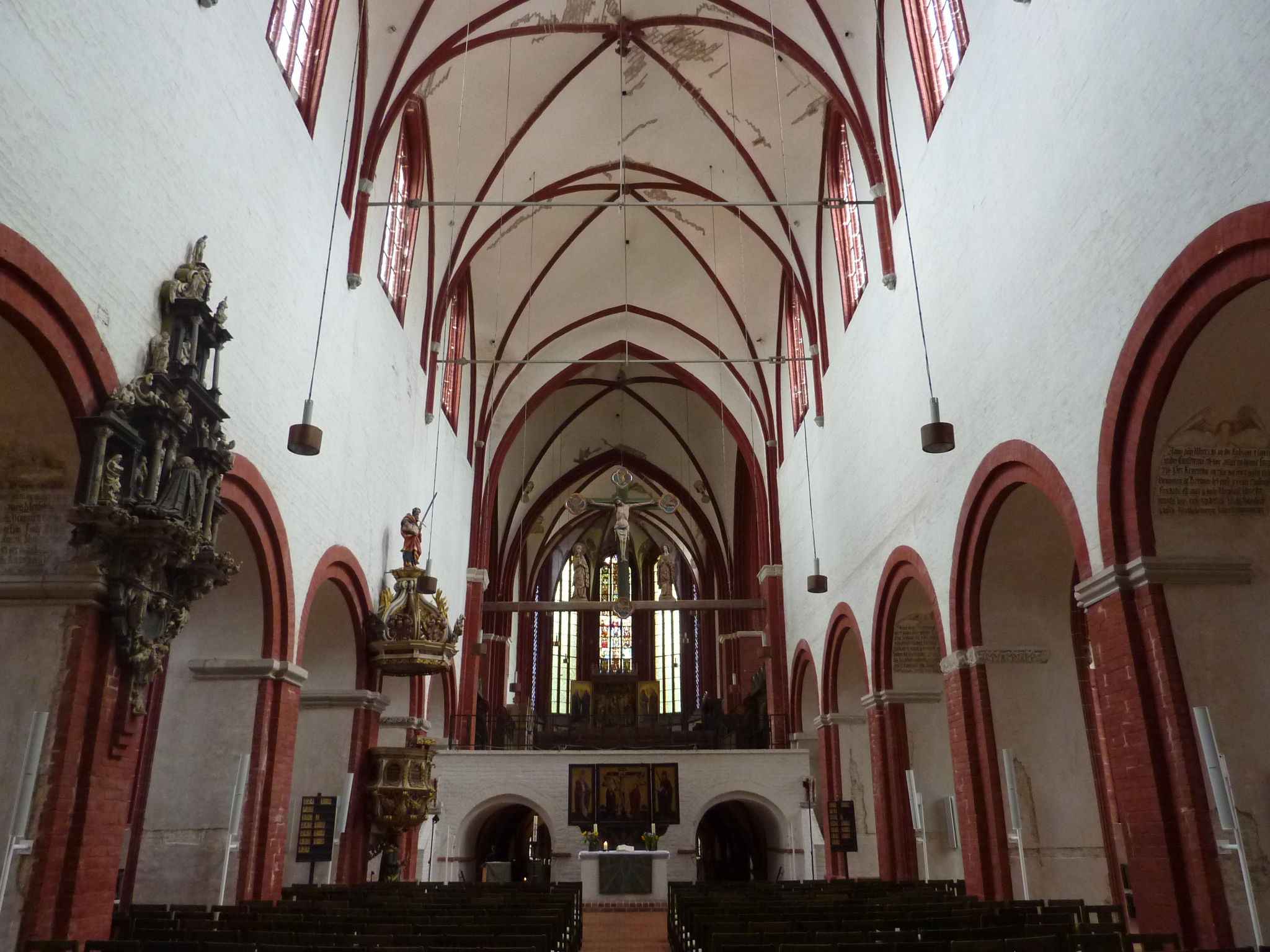
Mittelschiff mit romanischen Arkadenbögen und gotischen Deckengewölben

Als Standort wählte man die höchstgelegene Stelle der Dominsel Brandenburg, welche zwischen Beetzsee und Havel liegt. Das Fundament wurde zwar bis sieben Meter tief gegründet, erreichte aber nirgends natürlich gewachsenen Boden und befindet sich somit auf inhomogenem Kulturboden. Zugeschüttete Teile des vormaligen Ringgrabens und der Wallanlage der slawischen Burg unterqueren die Domfundamente, was in der Folgezeit zu statischen Problemen führte. Der veränderliche Grundwasserspiegel und Durchtränkungsgrad des Baugrundes beeinflusste zusätzlich die Tragfähigkeit der Fundamente und die Baustatik.
Die Grundsteinlegung für den Dombau erfolgte am 11. Oktober 1165 zunächst als romanische, kreuzförmige Saalkirche mit einer Flachdecke. In dieser ersten Bauphase unter Bischof Wilmar entstanden bis 1173 der östliche Chor, Vierung und Querhaus noch ohne Gewölbedecke und die Fundamente für ein einschiffiges Langhaus wurden gelegt.

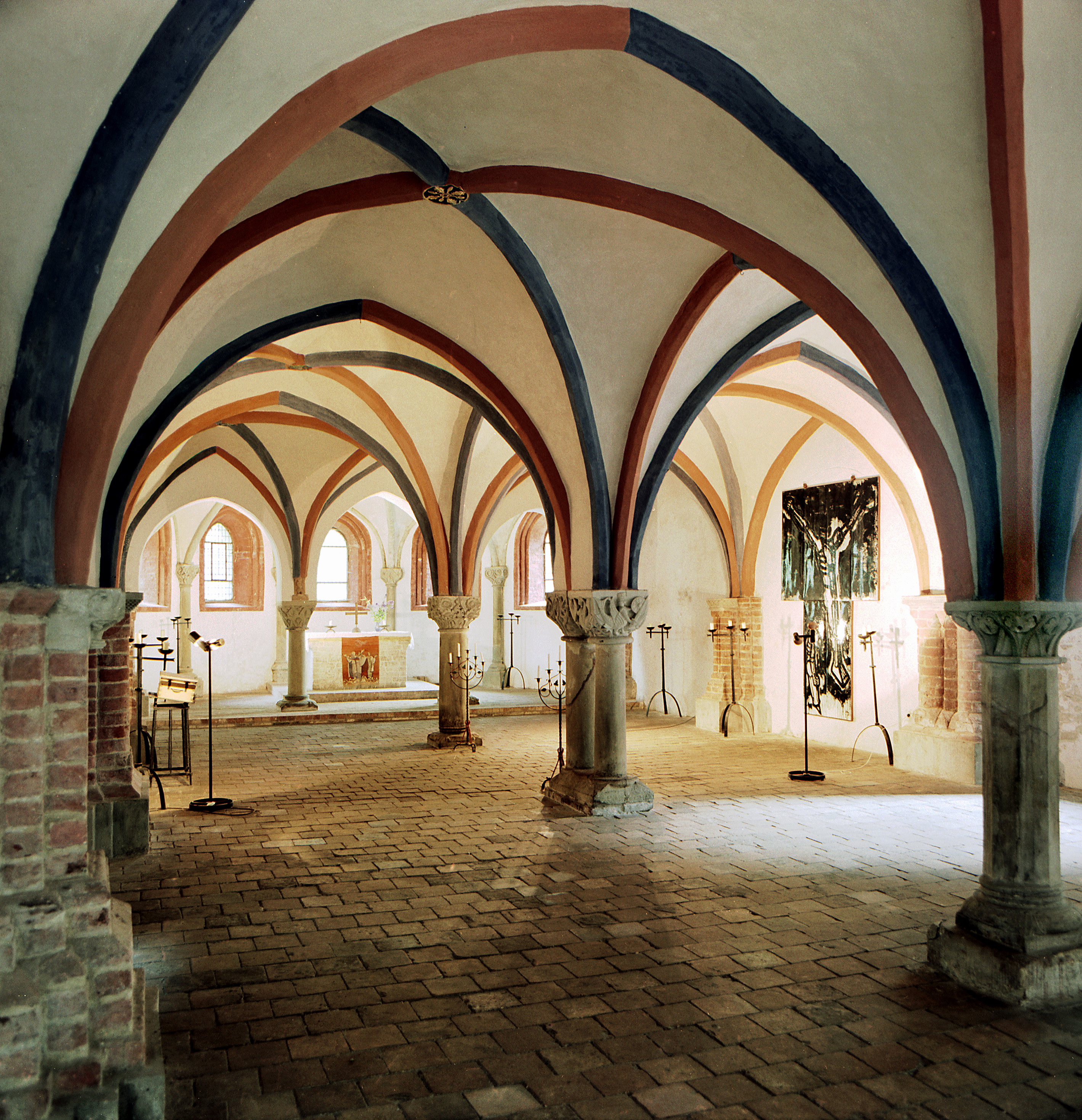
Krypta mit romanischen und gotischen Elementen

Der Dom ist das erste, vollständig in unverblendetem Backstein ausgeführte Kirchenbauwerk der Mark Brandenburg. Ältere Kirchen der Mark (Westwerk St.-Gotthardt-Kirche und Westmauer St.-Petri-Kapelle) wurden noch mit Feldsteinen errichtet, welche in dieser Region bis in die Renaissance für Kirchen und Burgen verwendet wurden.

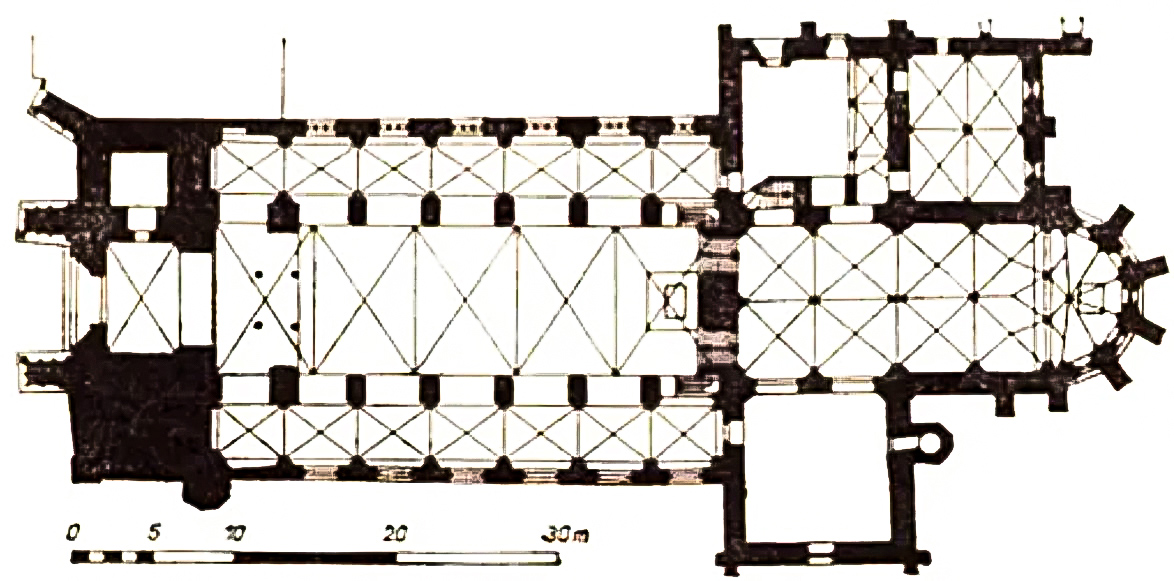
Grundriss

Noch im 12. Jahrhundert folgten zwei Planänderungen zu Gunsten einer flachgedeckten Pfeilerbasilika. Wie Fundamentgrabungen zeigen, sollte zunächst ein Westriegel nach Vorbild des Havelberger Doms errichtet werden, stattdessen strebte man eine Zweiturmfassade an. Zunächst entstand jedoch vom Nordturm nur das Erdgeschoss, vom Südturm ein niedriger Stumpf. Vom romanischen Bau sind die Rundbogenarkaden zu beiden Seiten des Mittelschiffs erhalten.
Der aus Magdeburg gekommene Bischof Gernand ließ den Dom in frühgotischem Stil erneuern und ausbauen. Unter ihm wurde die zweischiffige, vierjochige Hallenkrypta unter dem erhöhten Chor begonnen, eigentlich in dieser Zeit kaum noch üblich. Im 1. Drittel des 14. Jahrhunderts erhielt sie ein Deckengewölbe. Die zeitliche Verzögerung ist an der Gestaltung zu erkennen. Die mit Grotesken verzierten Kapitelle haben noch romanische Würfelform, tragen aber gotische Rippengewölbe. Der spätgotische Chor entstand ab Mitte des 15. Jahrhunderts auf den romanischen Grundmauern des Vorgängers. Anschließend erhielt das Langhaus sein gotisches Deckengewölbe anstelle der Flachdecke. Das Mittelschiff zählt fünf, die Seitenschiffe jeweils sieben Joche bis zum Beginn der Vierung. Querhausarme und Chor sind einschiffig.
Dass der Südturm nie über sein Stumpfniveau hinauskam, war verschiedenen Autoren zufolge finanziellen und baustatischen Gründen geschuldet. Am westlichen Dachgiebel befindet sich ein großer Davidstern als Hexagramm aus Formsteinen. Der Haupteingang unterhalb des Langhausgiebels hat ein schmales aber aufwändig gestaltetes Kämpferband aus Kalkstein. Dort finden sich plastische Darstellungen, etwa ein Fuchs, der Gänsen predigt, und ein Affe.

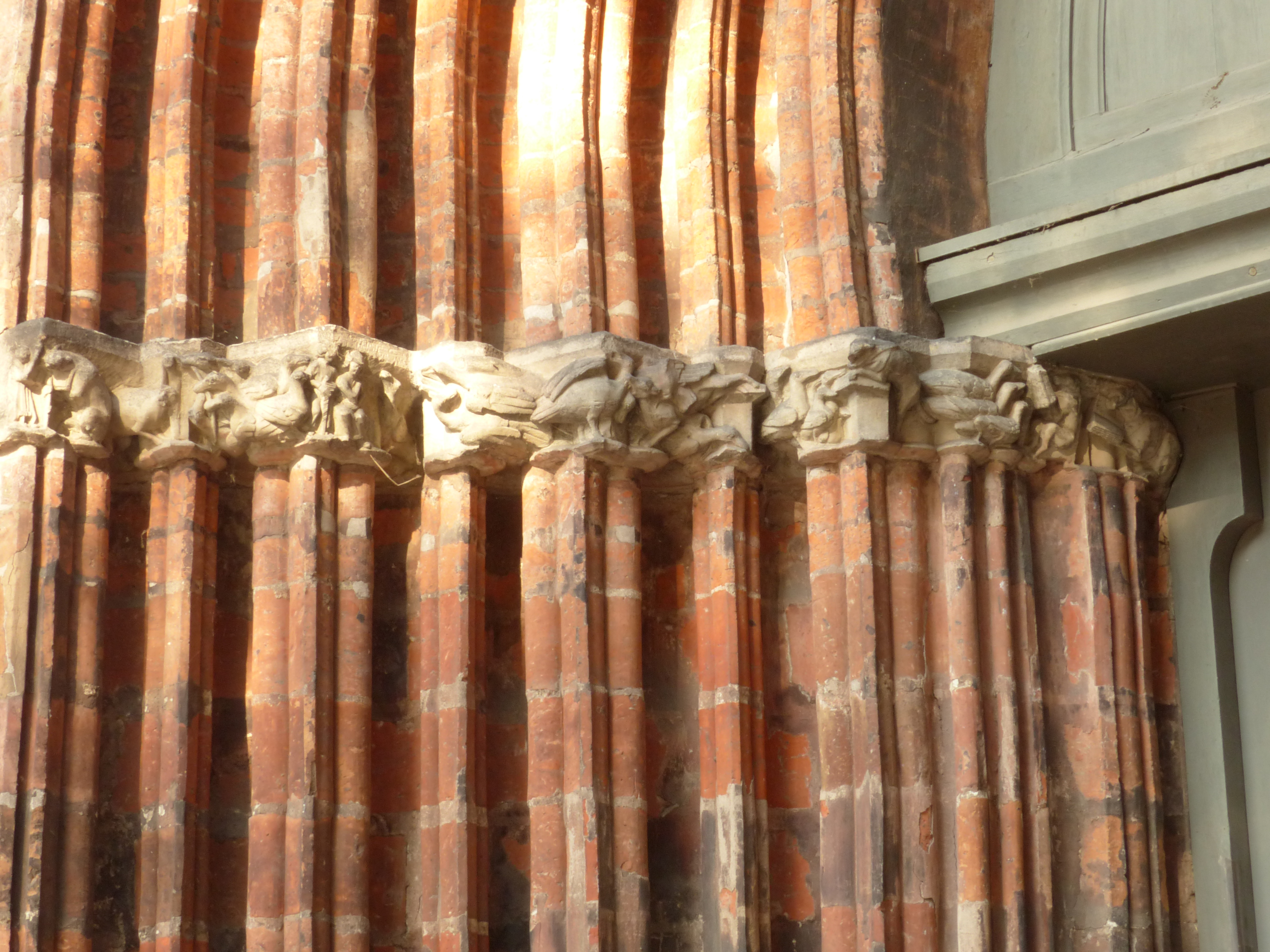
Westportal links
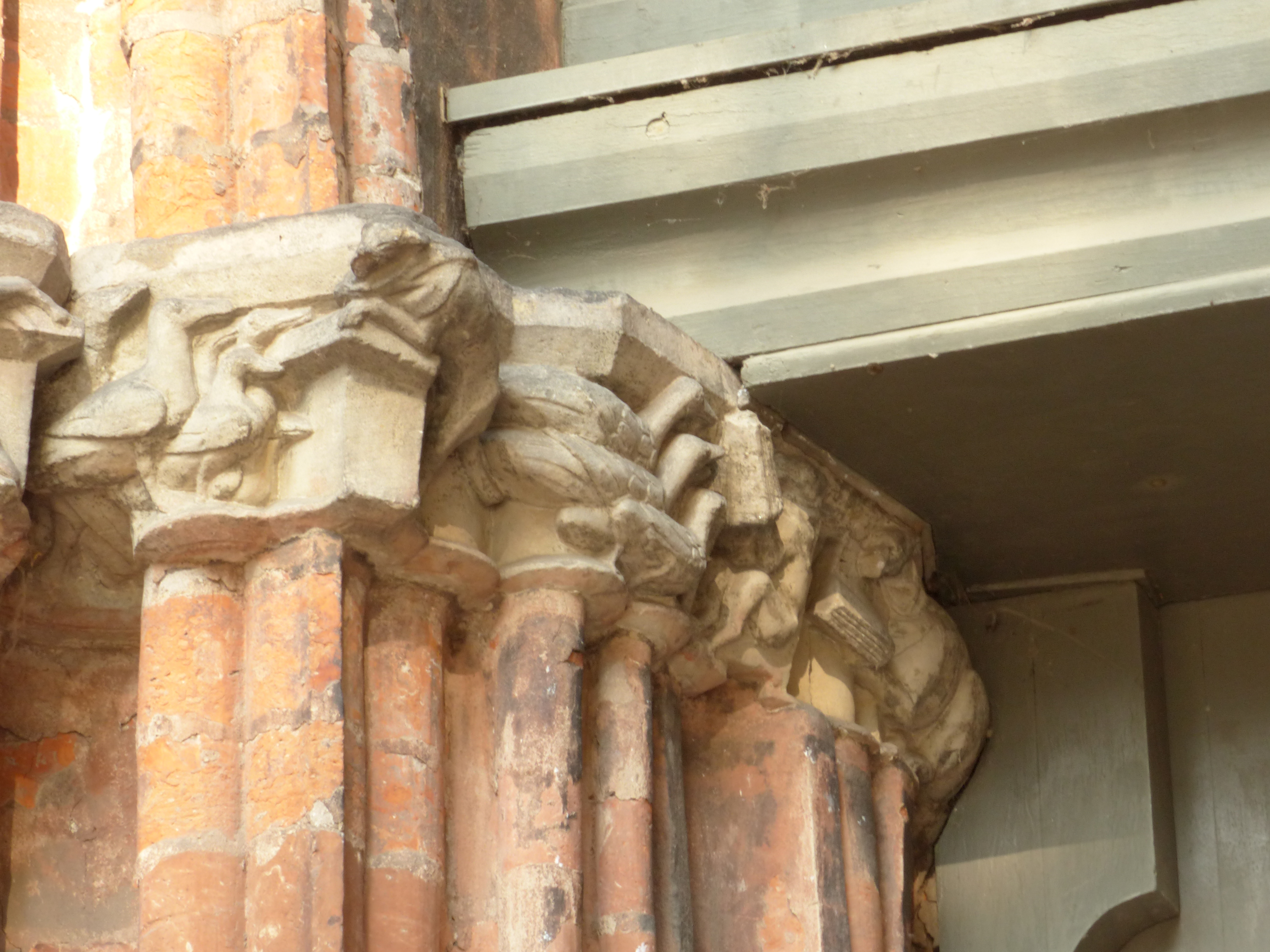
Westportal links, Detail: Fuchs predigt Gänsen; Schaf (?) liest Gänsen vor; hinten: Esel mit dickem Buch (Bibel?)
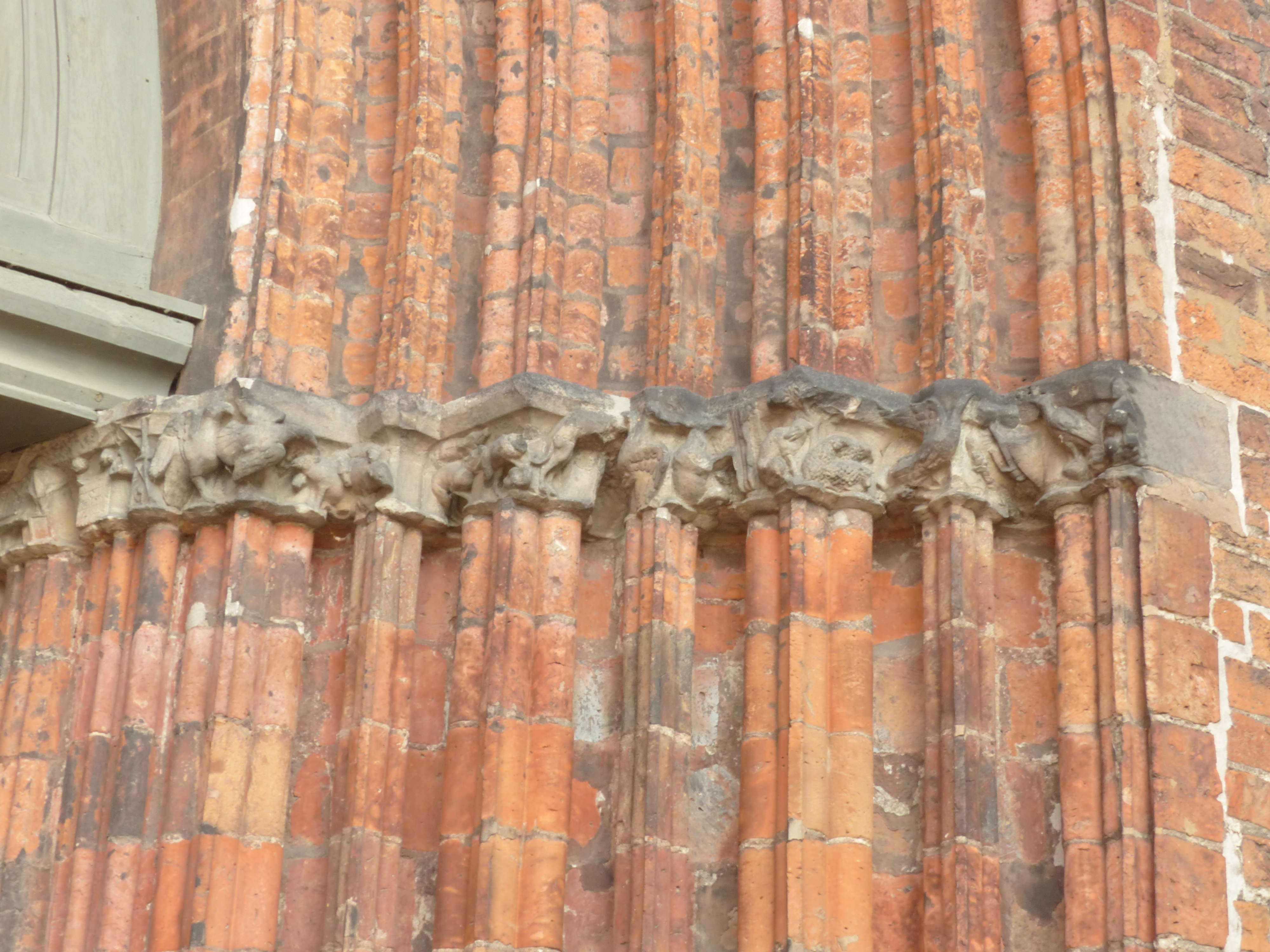
Westportal rechts
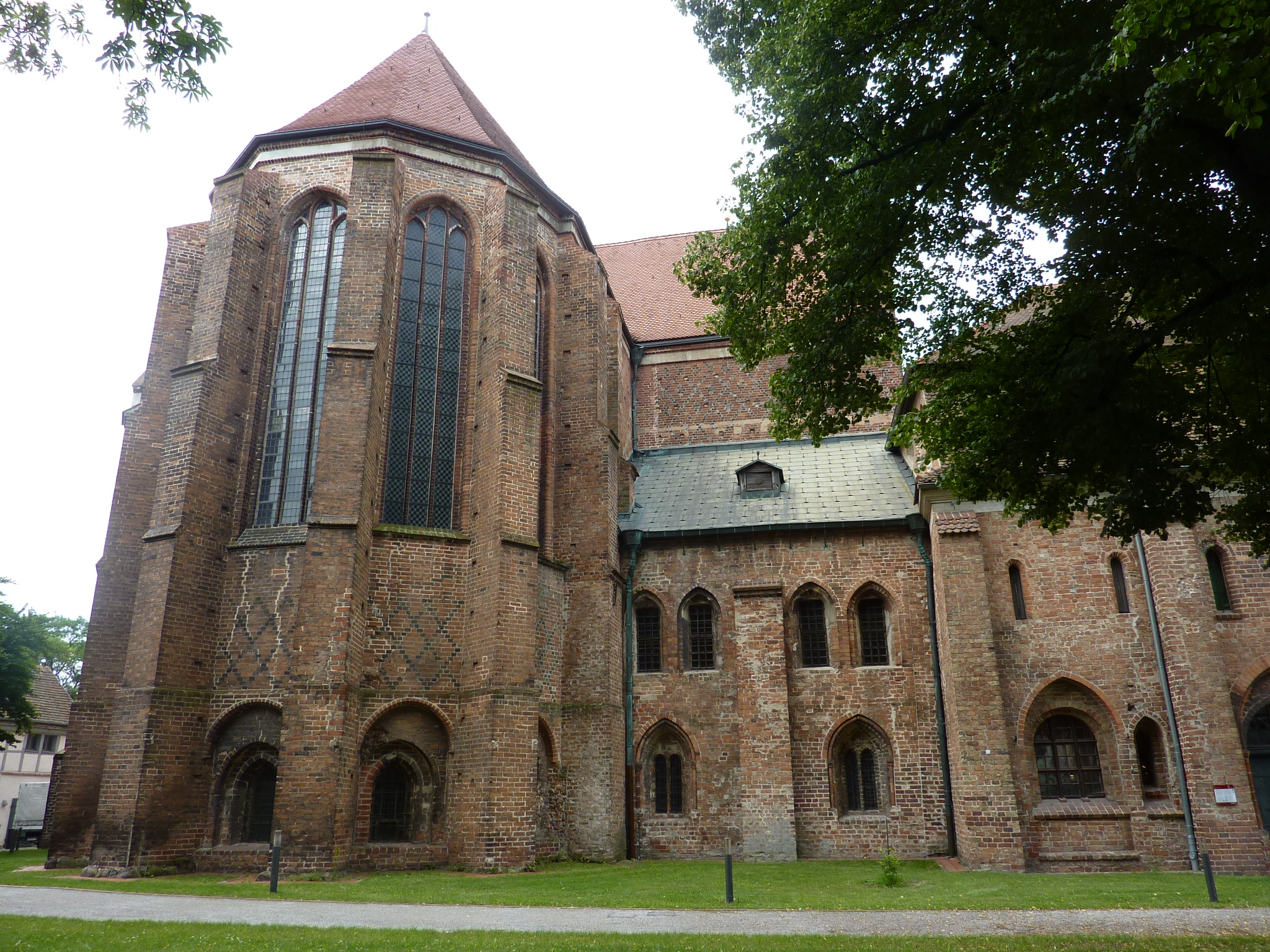
Gotischer Chor im Osten

### Neuzeitliche Änderungen

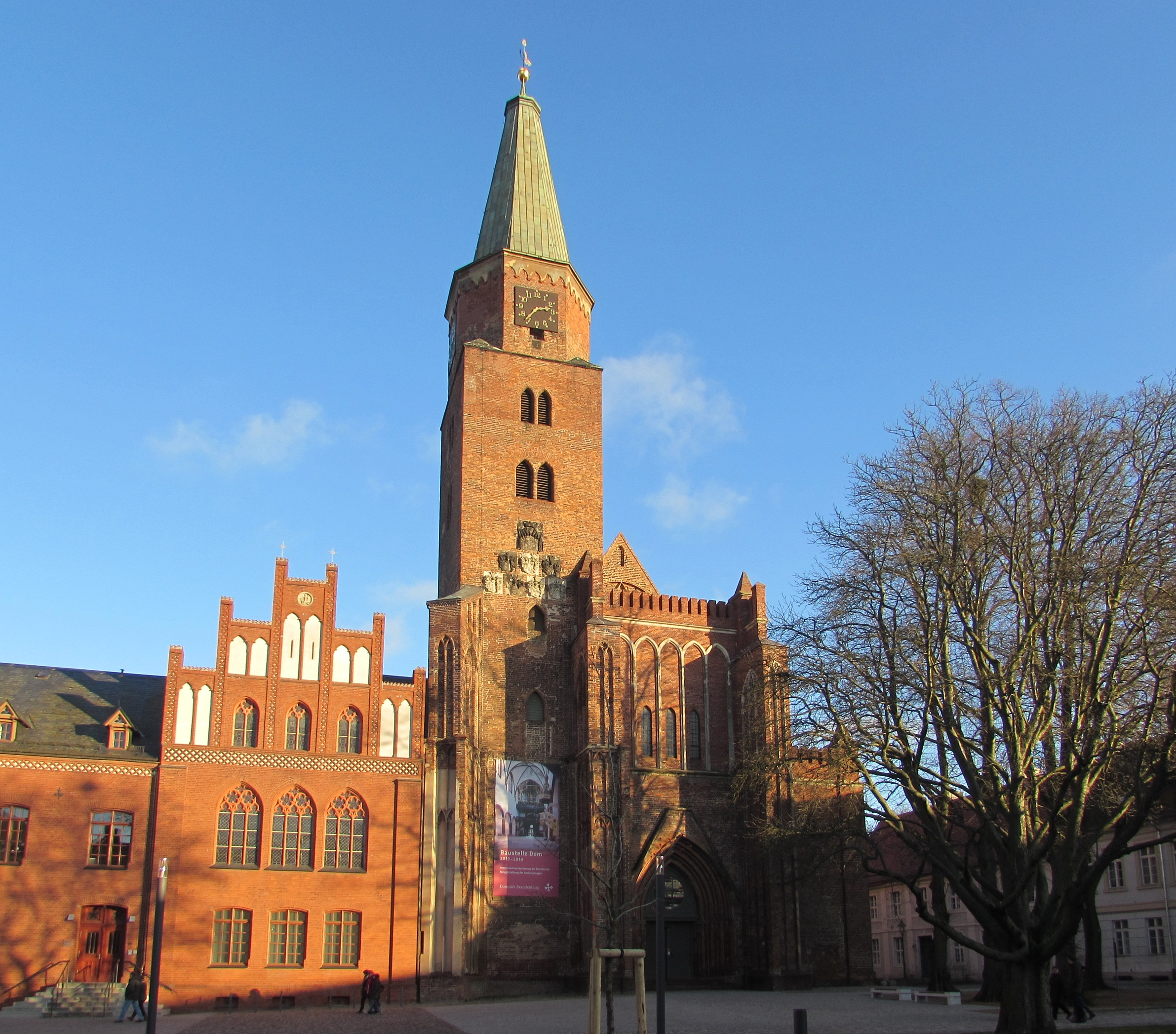
Finale Westfassade und Nebenbauten (links)

Die Obergeschosse des Nordturms wurden erst 1669–1672 errichtet in den Formen der Nachgotik. Den Nordturm zieren steinerne Wappen des Großen Kurfürsten und der damaligen Domherren. Zur Stabilisierung der Türme wurden drei massive Strebewerke an der westlichen Front errichtet.
Der Architekt und oberste preußische Baubeamte Karl Friedrich Schinkel nahm 1833–1836 entscheidende Rettungs- und Umbaumaßnahmen am Dom vor. Schinkel verblendete den oberen Teil des Westgiebels in neugotischem Stil und fügte Zinnenkränze auf den Stumpf des Südturms hinzu. Der vormals offene Zugang zur Krypta wurde überbaut mit einer monumentalen Steintreppe vom Mittelschiff hinauf zum Hohen Chor. Eine farbige Fensterrosette wurde über der Tür des Hauptportals installiert. Die Schweifhaube der Renaissance wurde durch eine gotisierende Turmhaube ersetzt, welche bis heute besteht.
Dank der Luftschutzmaßnahmen blieb der Dom im Zweiten Weltkrieg fast unbeschädigt. Anlässlich der 800-Jahr-Feier der Grundsteinlegung wurde in den 1960er Jahren die Statik der Arkadenpfeiler verbessert. Zudem wurde die Steintreppe Schinkels wieder entfernt und der mittelalterliche Zustand wiederhergestellt. Die Sanierung der Nordklausur wurde 2009 abgeschlossen. Die Farbgestaltung im Inneren wurde in den fortlaufenden Sanierungen der letzten Jahre wieder an das mittelalterliche Vorbild angeglichen.

## Ausstattung

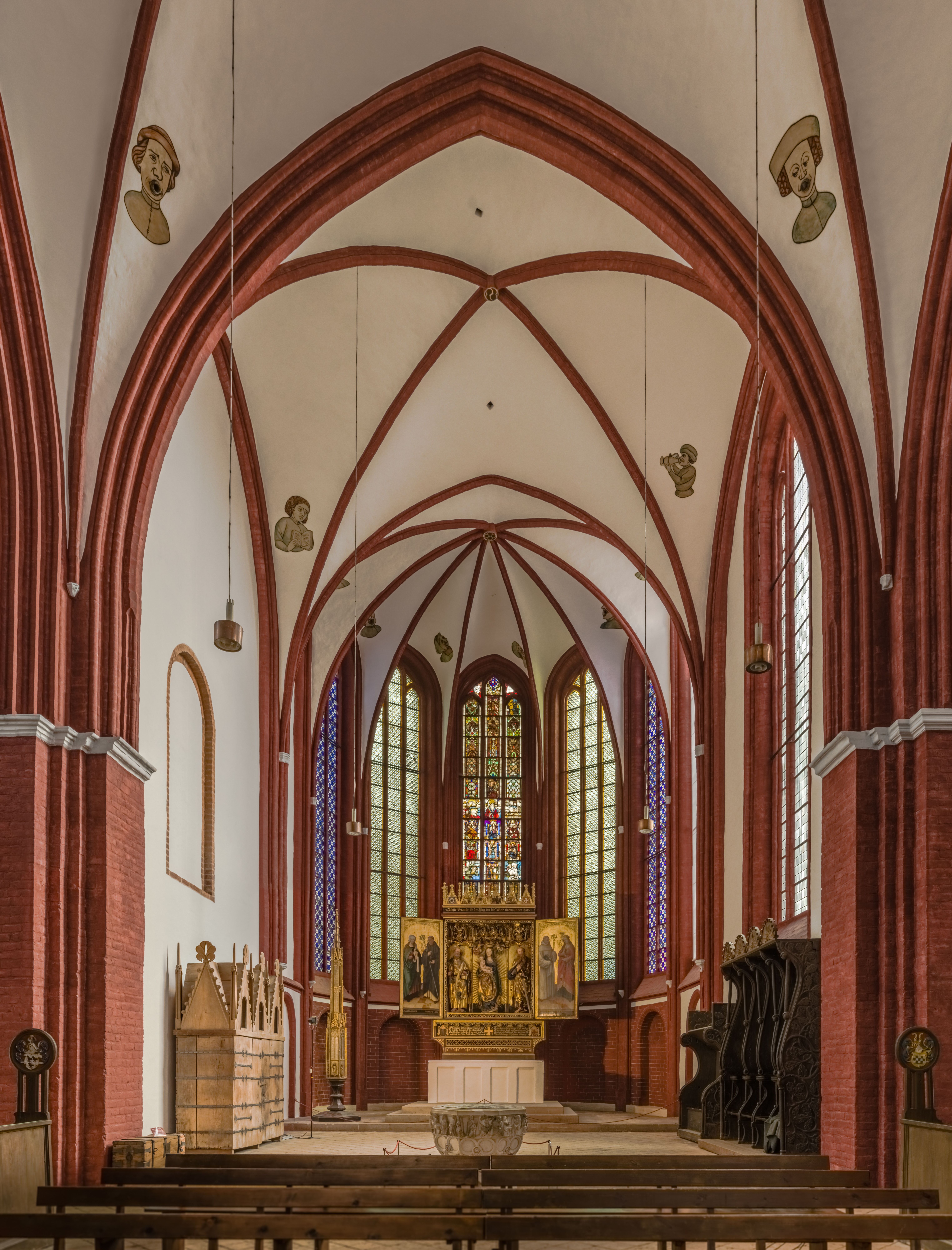
Chor mit Lehniner Altar, Dreigiebelschrein und Buntglasfenstern

Die Kunstwerke im Dom und Museum stammen aus allen Epochen vom Mittelalter bis ins 20. Jahrhundert.
Aus der Frühzeit ist eine große Anzahl mittelalterlicher Grabplatten erhalten von Bischöfen, Pröpsten, Domherren und Laien, die in der Kirche und im Kreuzgang des Klosters aufgestellt wurden. Dazu zählen die Grabplatten der Bischöfe Joachim von Bredow, Johannes von Thuchem, Stephan Bodecker, Friedrich von Plötzke, Arnold von Burgsdorf und Dietrich von der Schulenburg in plastischer Darstellung oder als Ritzzeichnung. Im Mittelschiff hängt ein kunstvolles, aus Marmor und Alabaster gefertigtes Epitaph für den 1621 verstorbenen Dechanten Adam von Königsmarck, welches Christoph Dehne zugeschrieben wird.
Im Dom befinden sich mehrere Altarretabel. Der aufwendig gestaltete „Böhmische Altar“ wird auf das Jahr 1375 datiert, als der böhmische König und Kaiser Karl IV. wertvolle Reliquien stiftete. Das Triptychon zeigt Schnitzfiguren einer Marienkrönung mit vier Heiligen in der Mitte, flankiert von jeweils zwölf Heiligen und gemalten Szenen aus dem Leben von Petrus und Paulus. Im Hohen Chor auf dem Hauptaltar steht der „Lehniner Altar“, der 1518 für das Zisterzienser-Kloster Lehnin angefertigt wurde. Er zeigt mittig drei farbige Schnitzfiguren, eine Madonna im Strahlenkranz, flankiert von Petrus und Paulus. Die Gemälde der Altarflügel zeigen links Benedikt von Nursia und Maria Magdalena und rechts Bernhard von Clairvaux im weißen Gewand der Zisterzienser und die heilige Ursula.
Im Hohen Chor befinden sich zudem ein etwa sechshundert Jahre alter Dreigiebelschrein zur Aufbewahrung liturgischer Gewänder, ein gotisches Tabernakel (Sakramenthäuschen), Chorgestühl und über dem Chorabschluss zur Vierung hin eine große Kreuzigungsgruppe aus dem 15. Jahrhundert.
Die Krypta beherbergt ein spätromanisches Triumphkreuz, auf etwa 1250 datiert. Ein Schmerzensmann mit Dornenkrone und Wundmalen erinnert an das Leiden Christi.
Die Gebäude der angrenzenden Domklausur Brandenburg beherbergen heute das Dommuseum. Zu sehen sind neben einem umfangreichen Bestand an liturgischen Gewändern und Textilien, Büchern, Skulpturen und Altären auch ein Tafelbild aus dem 15. Jahrhundert, der „volkreiche Kalvarienberg“. Das um 1290 aufwendig gestickte „Brandenburger Hungertuch“ zeigt auf einer Größe von etwa 2 × 4 m die Lebensgeschichte Christi. Das Dommuseum beherbergt zudem die Stiftungsurkunde des Bistums Brandenburg von 948 mit dem Siegel Otto I. und Urkunden mit der Ersterwähnung der Städte Cölln 1237 und Berlin 1244.

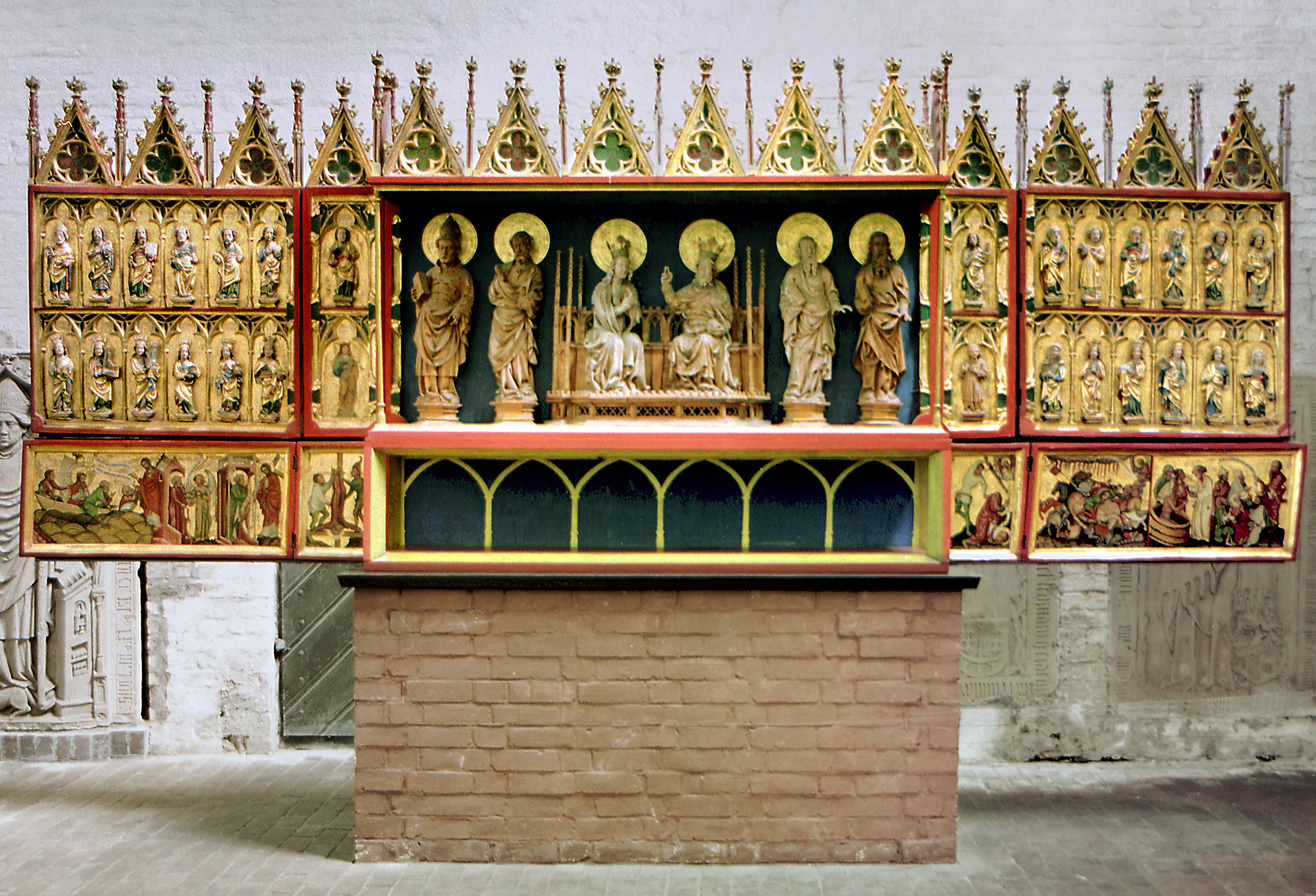
Böhmischer Altar um 1375
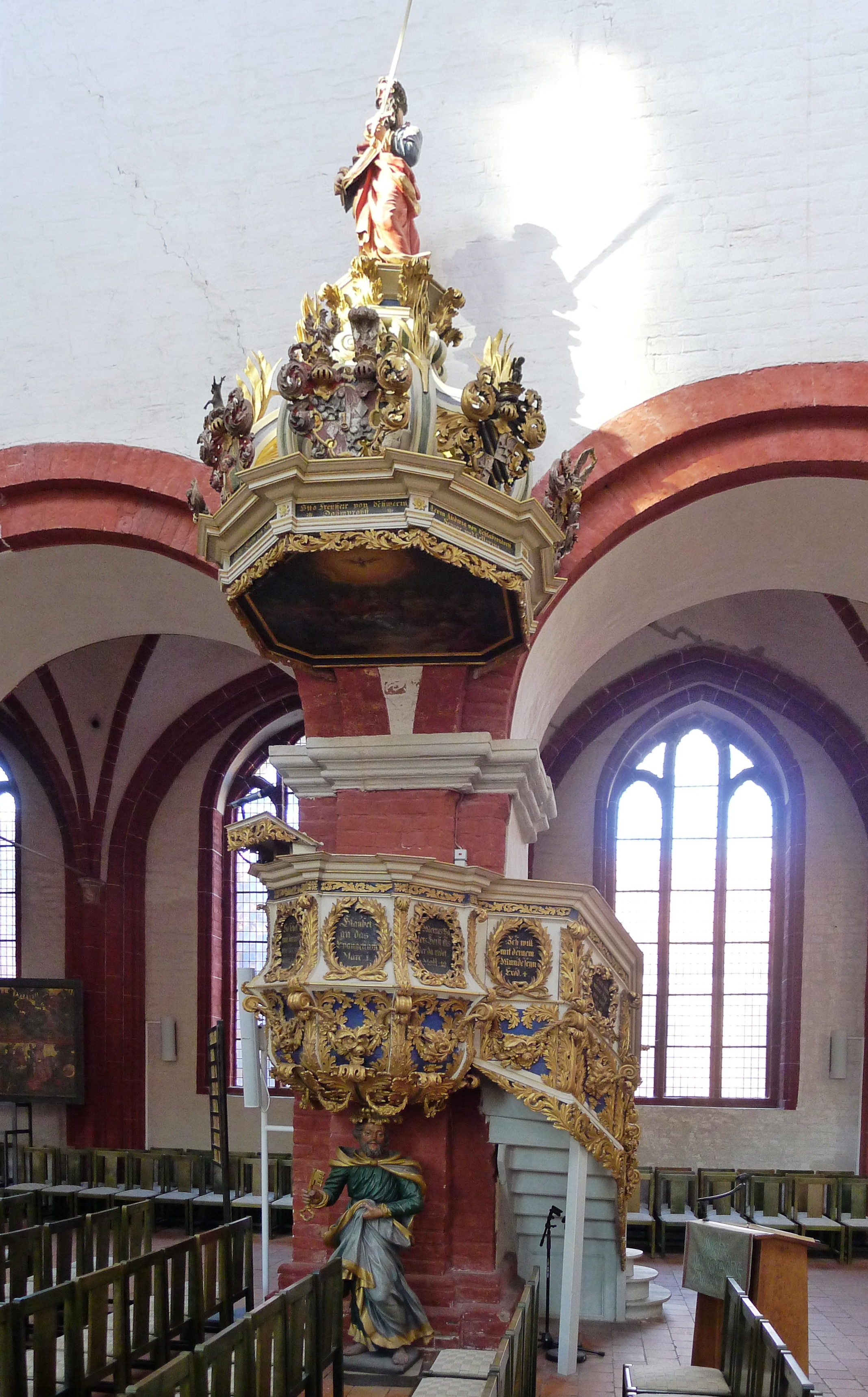
Barocke Schnitzkanzel
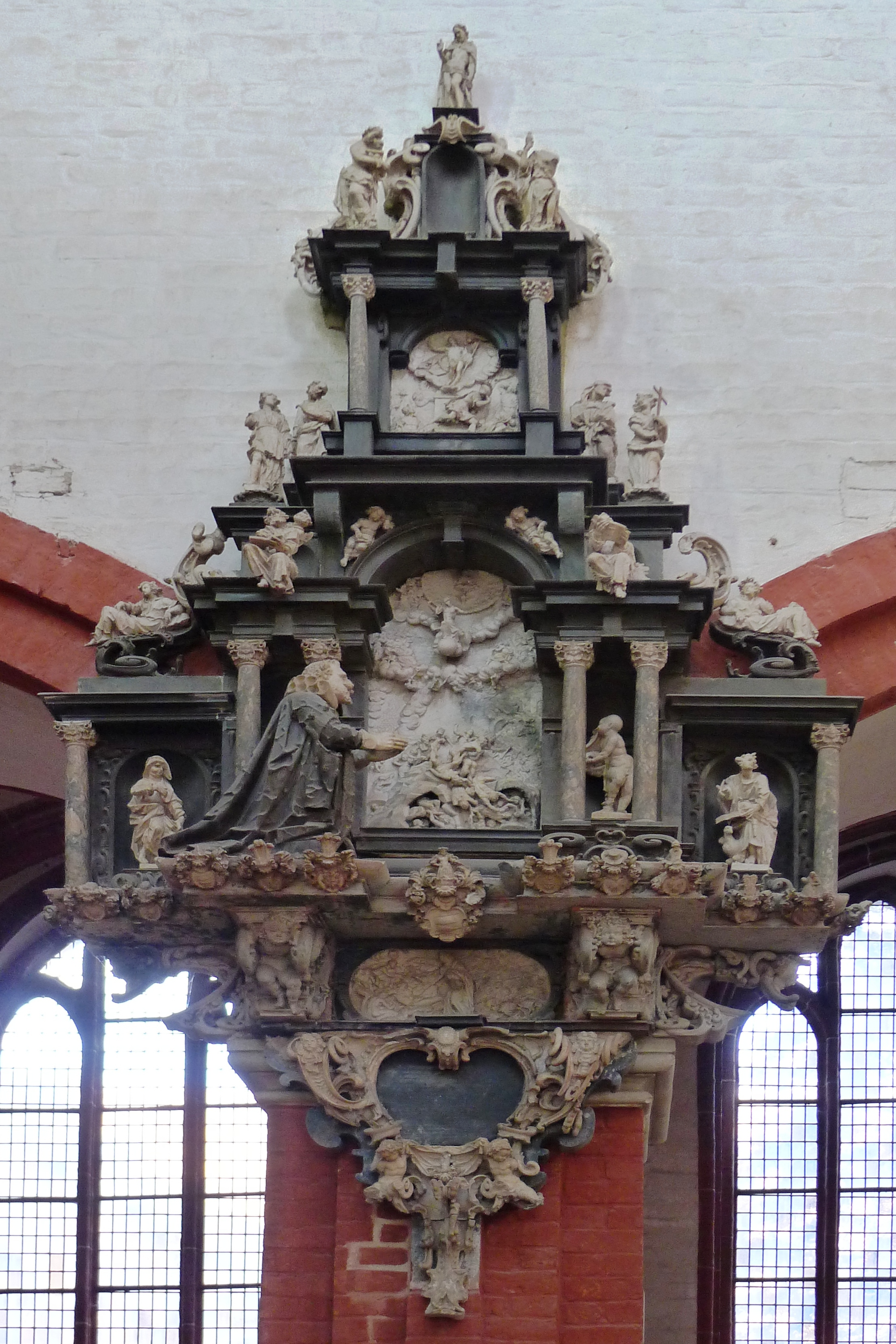
Epitaph Adam von Königsmarck
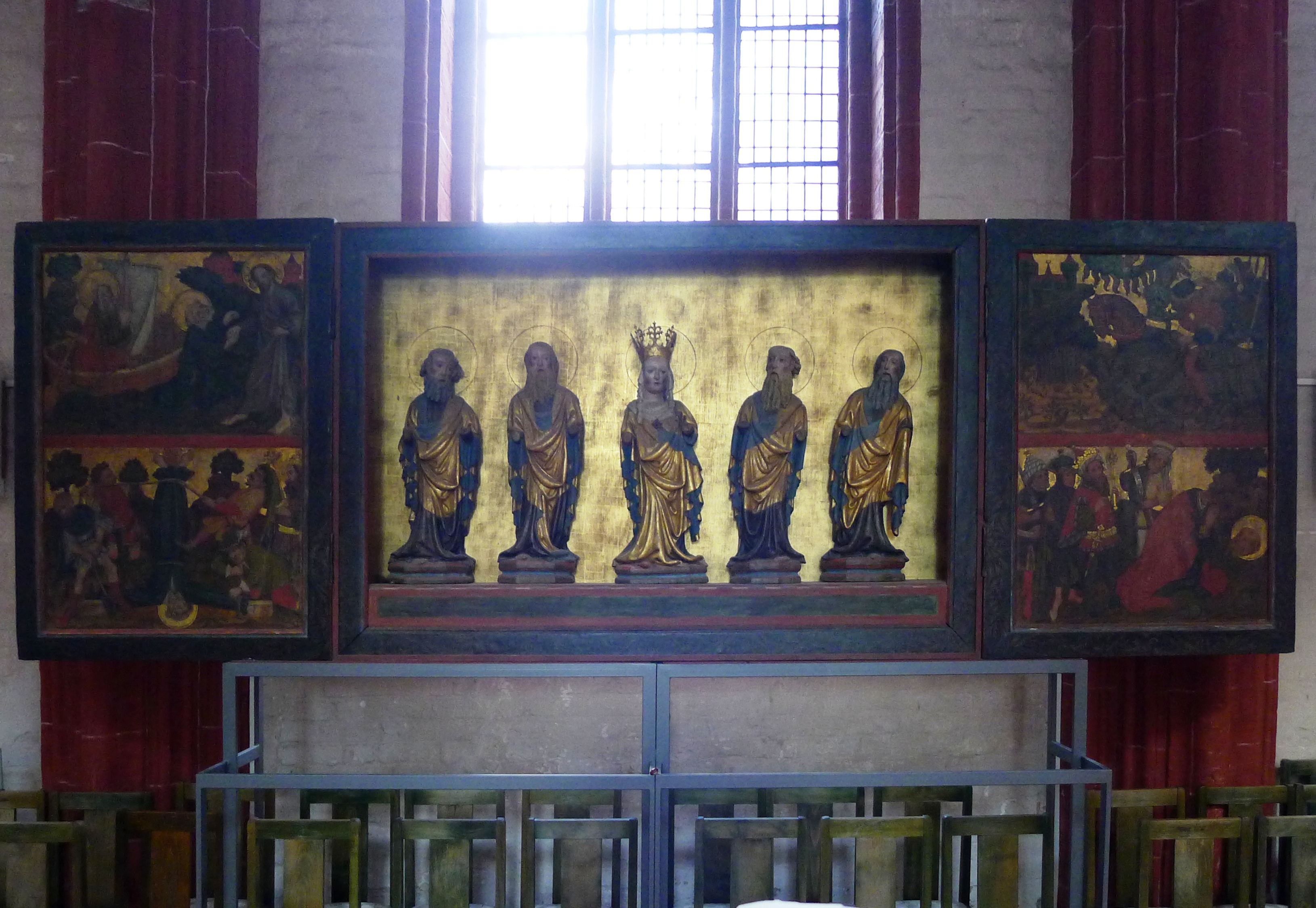
Altar aus Petrikapelle
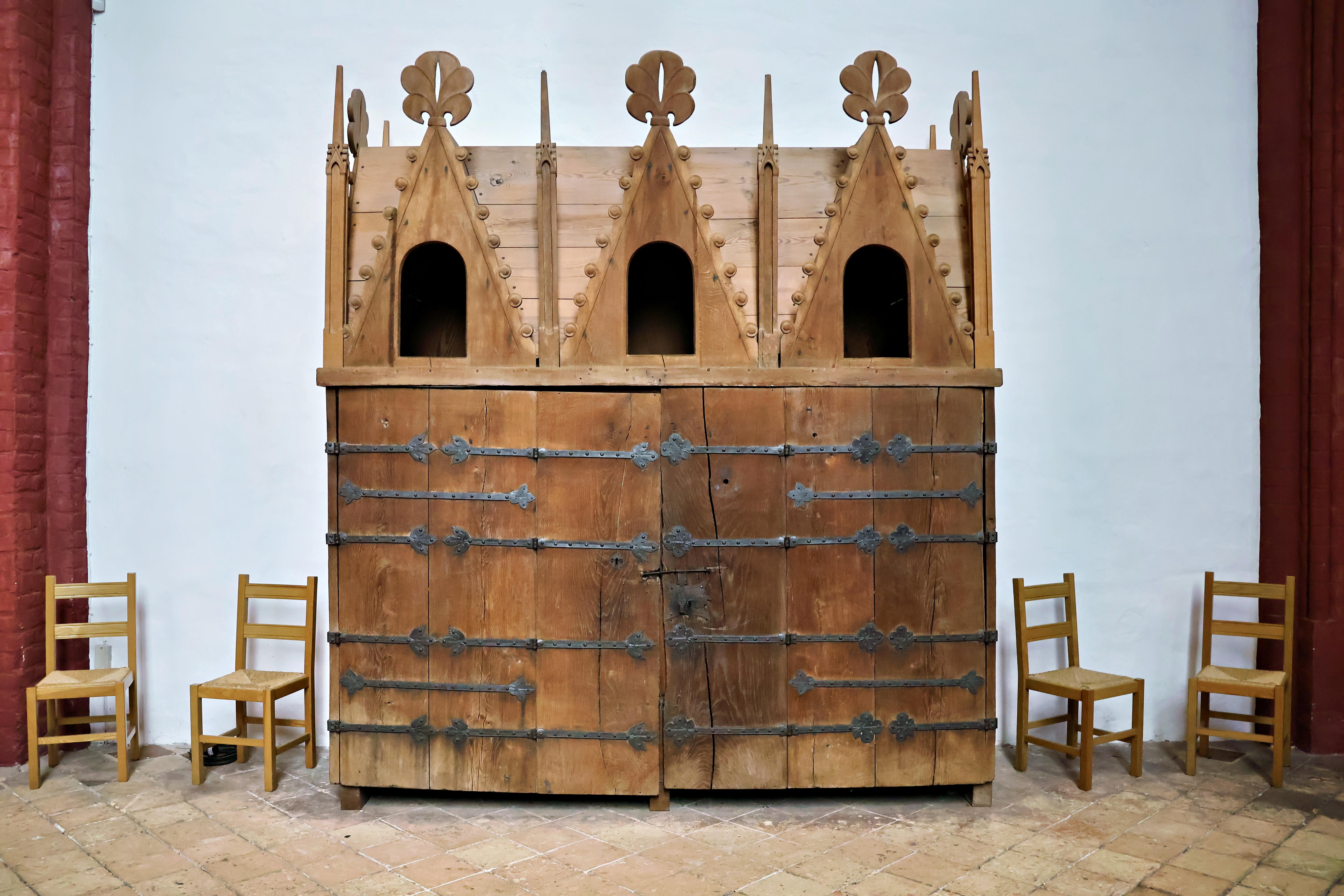
Dreigiebelschrein im Hohen Chor

## Wagner-Orgel
Die Orgel von Joachim Wagner stammt aus den Jahren 1723 bis 1725. Ihr von dem Schlüter-Schüler Johann Georg Glume geschaffener Prospekt erhebt sich über der von Schinkel in die Trennwand des Langhauses zum Turmvorbau eingearbeiteten Buntglas-Rosette. Sie ist eine der wenigen Wagner-Orgeln, die fast ganz im Originalzustand erhalten blieb. Die Basspfeifen werden von den Schutzpatronen als Atlanten in ausschwingenden Risaliten getragen. Das Instrument hat 33 Register (2010 Pfeifen) auf zwei Manualen und Pedal. In den Jahren 1997–1999 wurde das Instrument durch Schuke (Potsdam) restauriert.
| I Hauptwerk C,D–c3 |                |     |
| 1.                 | Principal      | 8′  |
| 2.                 | Bordun         | 16′ |
| 3.                 | Viola di Gamba | 8′  |
| 4.                 | Rohrflöte      | 8′  |
| 5.                 | Quintadena     | 8′  |
| 6.                 | Octav          | 4′  |
| 7.                 | Spitzflöte     | 4′  |
| 8.                 | Quinta         | 3′  |
| 9.                 | Octav          | 2′  |
| 10.                | Cornett V      |     |
| 11.                | Scharff V      |     |
| 12.                | Cimbel III     |     |
| 13.                | Trompete       | 8′  |

| II Oberwerk C,D–c3 |            |     |
| 14.                | Principal  | 8′  |
| 15.                | Quintadena | 16′ |
| 16.                | Salicional | 8′  |
| 17.                | Gedackt    | 8′  |
| 18.                | Octav      | 4′  |
| 19.                | Rohrflöte  | 4′  |
| 20.                | Nassat     | 3′  |
| 21.                | Octav      | 2′  |
| 22.                | Tertia     | 2′  |
| 23.                | Sifflöte   | 1′  |
| 24.                | Mixtur IV  |     |
| 25.                | Vox humana | 8′  |

| Pedal C,D–c1 |           |     |
| 26.          | Principal | 16′ |
| 27.          | Violon    | 16′ |
| 28.          | Gemshorn  | 8′  |
| 29.          | Quinta    | 6′  |
| 30.          | Octav     | 4′  |
| 31.          | Mixtur VI |     |
| 32.          | Posaune   | 16′ |
| 33.          | Trompete  | 8′  |

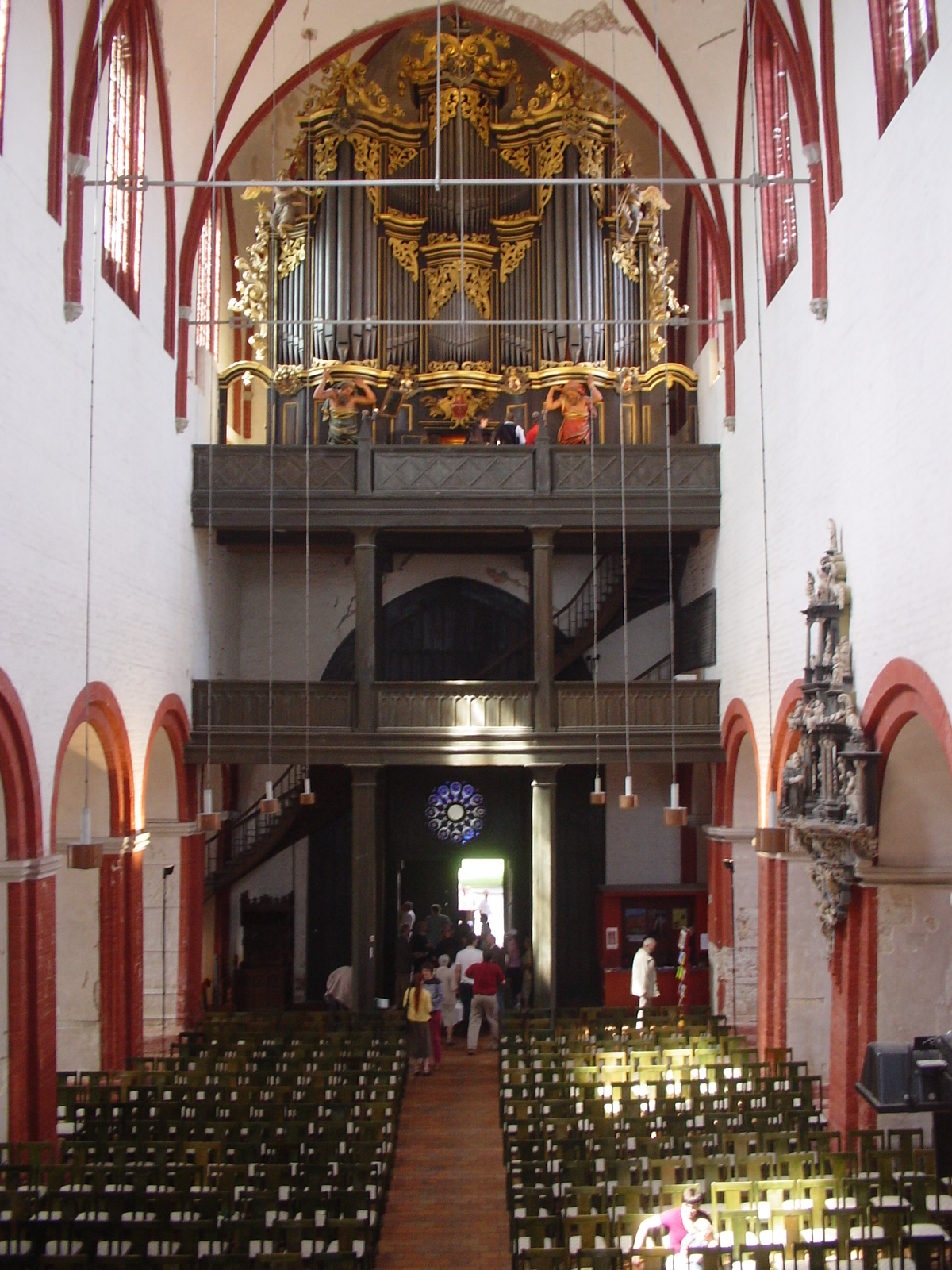
Langhaus mit Blick nach Westen auf die Wagner-Orgel

- Spielhilfen: Ventile (zum Hauptwerk, Oberwerk, Pedal), Tremulant, Cymbelsterne, Calcantenglocke

## Glocken
Die Kirche besitzt ein vierstimmiges Glockengeläut aus Bronze im Kirchturm. Alle Glocken überlebten beide Weltkriege. Im Zweiten Weltkrieg waren sie zwar eingezogen aber nicht eingeschmolzen worden.
| Nr. | Name                 | Gießer         | Gussjahr        | Durchmesser | Gewicht  | Schlagton |
| --- | -------------------- | -------------- | --------------- | ----------- | -------- | --------- |
| 1   | Sterbeglocke         | Johann Greten  | 1697            | 1552 mm0    | 2500 kg0 | cis'      |
| 2   | Stundenglocke        | Martin Heintze | 1679            | 1090 mm0    | 900 kg   | fis′      |
| 3   | Betglocke            | unbekannt      | 14. Jahrhundert | 920 mm      | 500 kg   | a′        |
| 4   | Viertelstundenglocke | unbekannt      | 13. Jahrhundert | 558 mm      | 150 kg   | a″        |

## Periphere Bauten

### Nördliche Anbauten

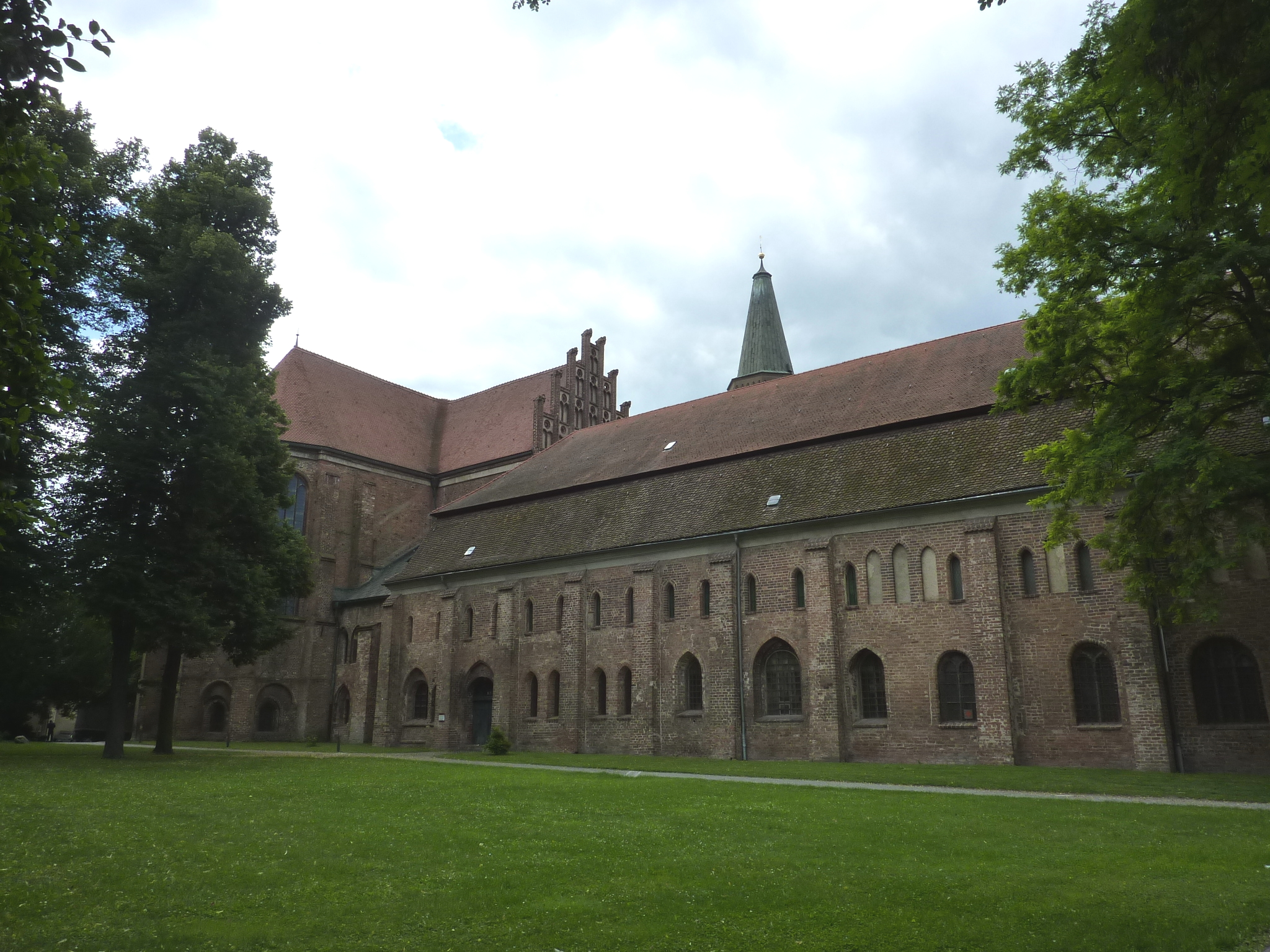
Dom und Domklausur

An den Dom schließt sich im Norden die Domklausur Brandenburg an, eine Klosteranlage bestehend aus Refektorien, Dormitorien, Kreuzgang und Nebengelassen und einem mittigen Friedgarten. Die Klosteranlage war in der Frühzeit Lebensmittelpunkt der ansässigen Domherren. Die „Bunte Kapelle“ besitzt eine einzigartig farbige mittelalterliche Putzmalerei.
Die „Spiegelburg“ im Nordosten des Komplexes, die aus dem Kreuzgangsgeviert der Domklausur als Verlängerung herausragt, ist nach dem Dom das älteste Gebäude auf dem Burghof. Die vormalige Nutzung dieses Gebäudes ist unklar, wahrscheinlich diente es als bischöfliche Residenz.
1704 wurde in den ehemaligen Klausurgebäuden die Ritterakademie Dom zu Brandenburg, eine bedeutende Ritterakademie (Bildungsstätte des märkischen Adels), gegründet, die bis 1937 bestand. Der Westflügel der Klausur wurde im 18. Jahrhundert ersetzt durch das neue Schulgebäude der Ritterakademie.
Die Gebäude der Klosteranlage beherbergen heute das Dommuseum mit den vorher beschriebenen Ausstellungsstücken. Das Domstiftsarchiv entstand nachweislich mit Gründung des Hochstifts Brandenburg durch Otto I. im Jahre 948. Damit ist es das älteste Archiv östlich der Elbe. Bedeutend ist sein umfangreicher Bestand mittelalterlicher Urkunden.
Im östlichen Kreuzgang befindet sich im Kapitell einer Säule ein steinernes Relief, welches wahrscheinlich eine sogenannte Judensau zeigt. Dargestellt ist eine säugende Sau mit einem menschlichen Kopf und grüßendem Arm. Eine Inschrift zeigt den Namen Pineas oder Pinne. Der Kopf trägt wahrscheinlich einen charakteristischen Judenhut zur Identifizierung. Das Schwein gilt im Judentum als unrein und somit sollte im Mittelalter diffamierend die Unterlegenheit des Judentums symbolisiert werden.
Neben dem Burghof stehen eine Anzahl von separaten Häusern, Kurien genannt, die den Domherren in späteren Zeiten zur Unterkunft dienten.

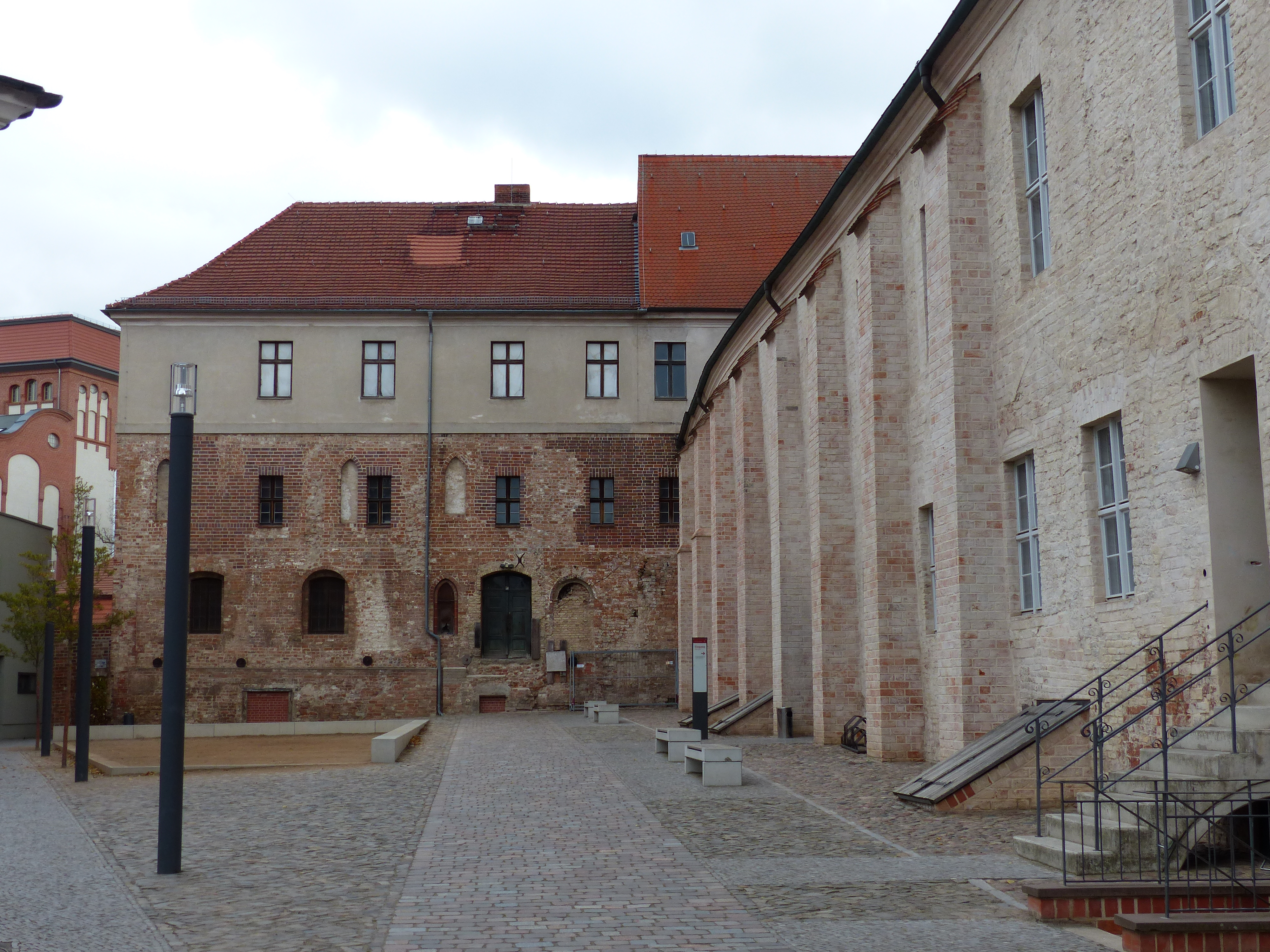
Die Spiegelburg und die Domklausur
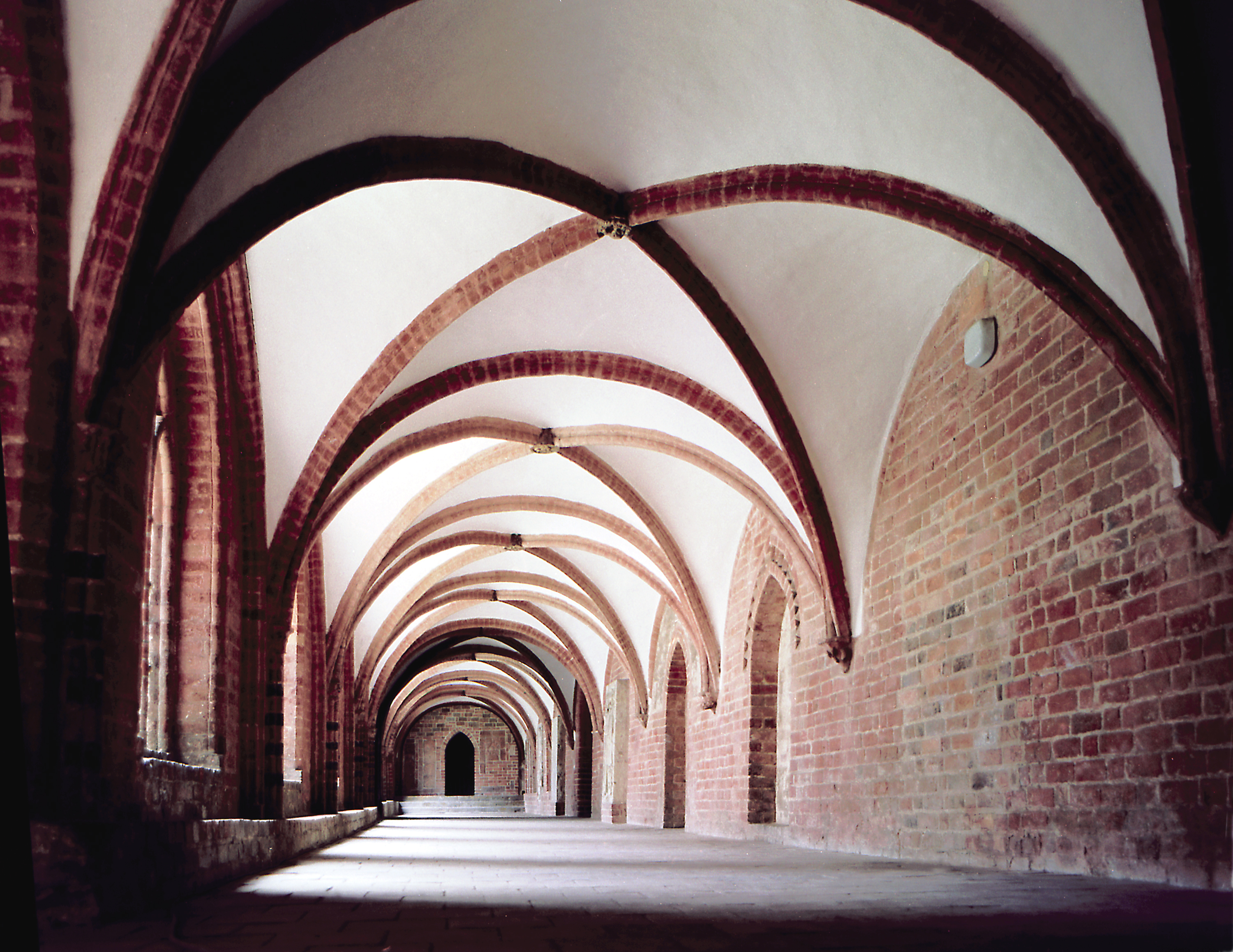
Kreuzgang im Kloster
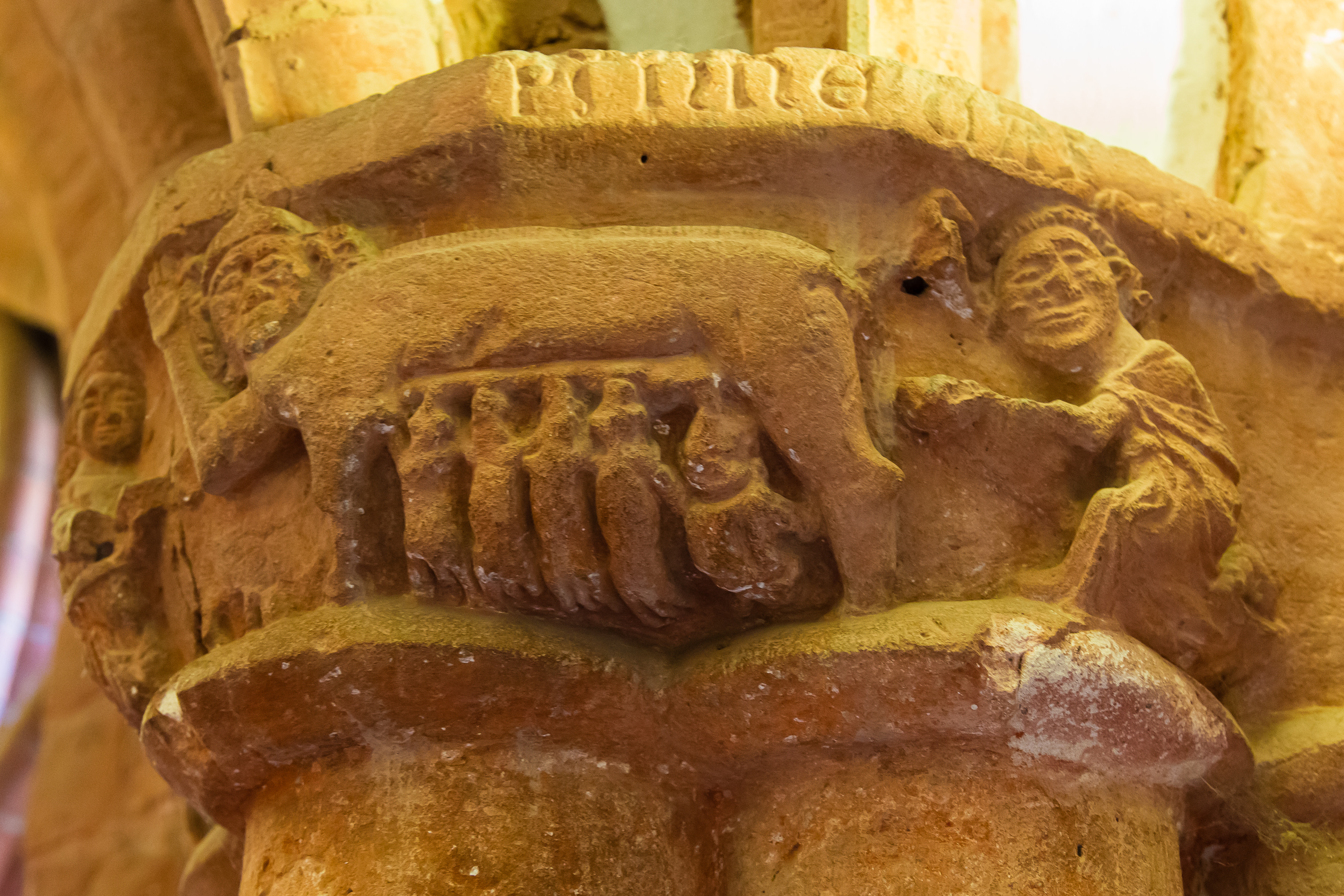
Relief Judensau, westlicher Kreuzgang
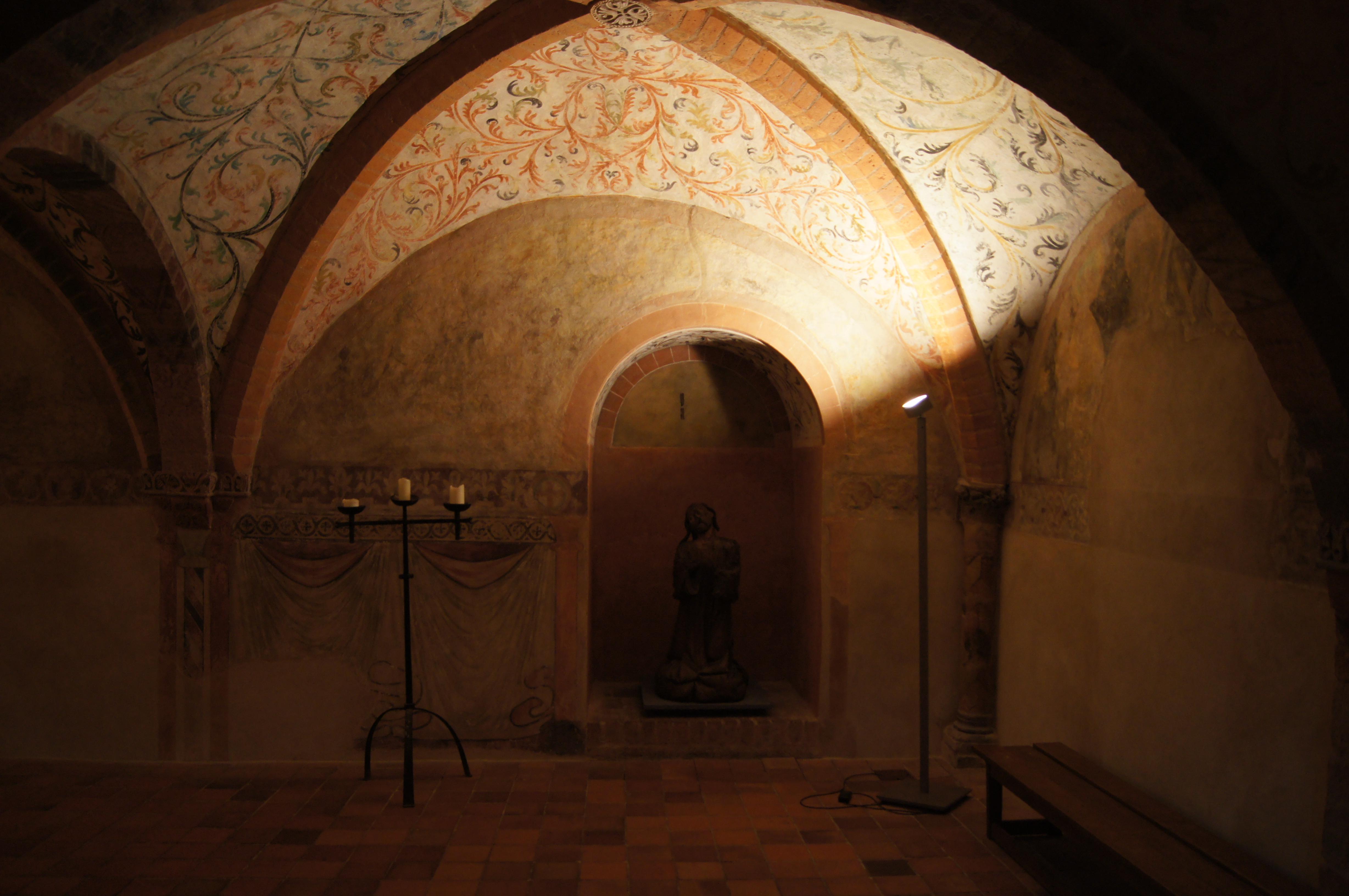
„Bunte Kapelle“
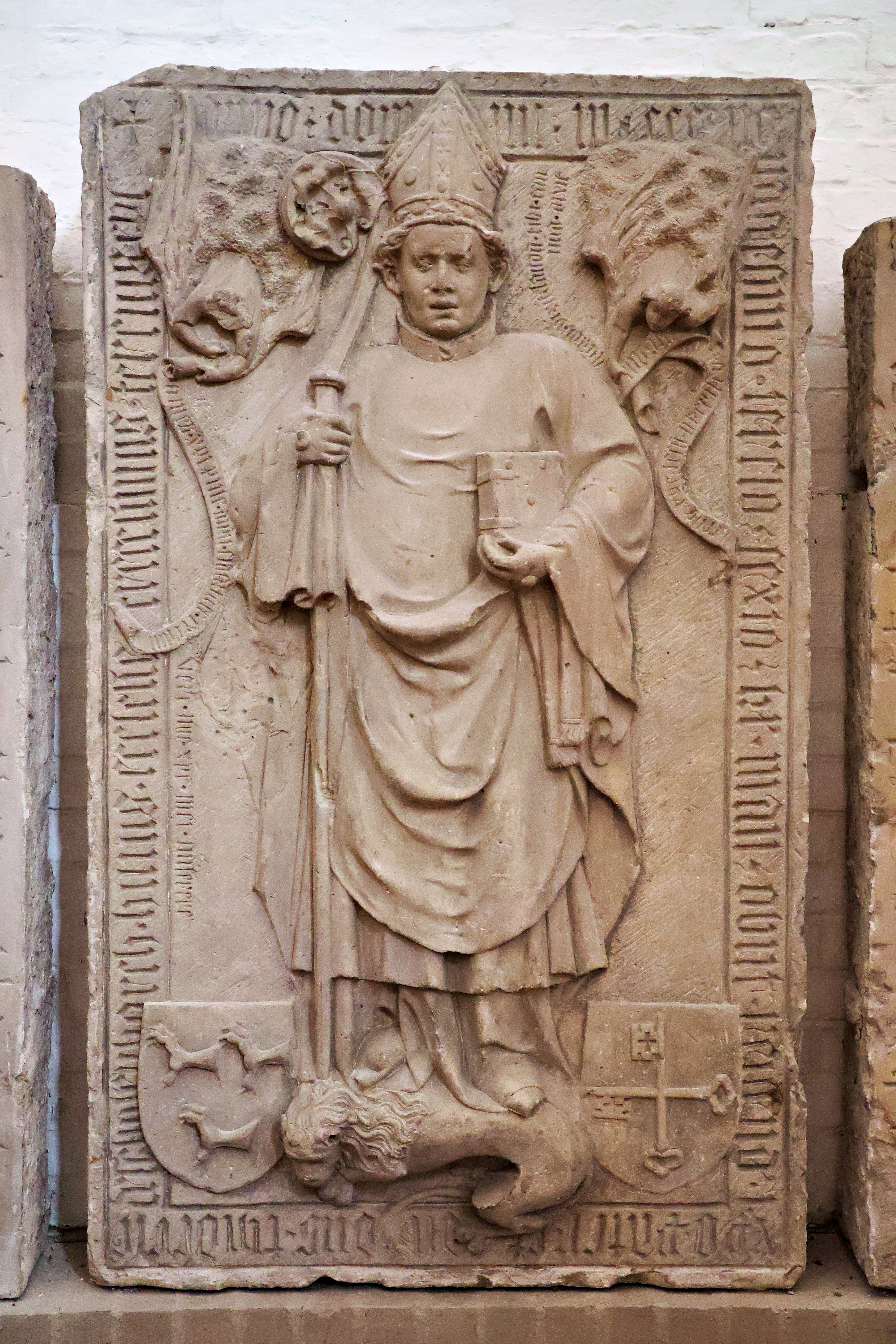
Grabplatte Bischof Schulenburg

### Schlabrendorffsche Familiengruft
Die Gruft des Adelsgeschlechts Schlabrendorf ist ein schmuckloser Anbau von 1695 am nördlichen Querhaus des Doms. Der Zugang zur ebenerdigen Familiengruft erfolgt vom Kircheninneren aus und besteht aus einem prunkvollen Portal. Die erste Beisetzung fand 1705 statt; die letzte erfolgte um 1835. Im Jahr 1976 wurde das Obergeschoss der Gruft abgerissen. 1988 brach das hölzerne Gestell zusammen, auf dem die Särge gelagert waren. In Folge kam es zu einer ersten Sichtung des Bestandes durch Mitarbeiter des Domstift-Archivs und des Dommuseums. Dabei wurden die Särge fotografiert und die Verstorbenen anhand von Inschrifttafeln oder Bemalungen identifiziert, was nicht in allen Fällen möglich war. Von geöffneten Särgen wurden ebenfalls die Inhalte fotografisch dokumentiert. Es zeigte sich, dass die meisten Ausstattungen gut erhalten und die Toten mumifiziert waren. Einige Särge wurden danach aussortiert und auf dem Friedgarten hinter der Bunten Kapelle wieder bestattet, der größte Teil kam zurück in die Gruft. Die 33 in der Gruft befindlichen Särge wurden diesmal direkt aufeinander gestellt. Im Zuge von konservatorischen Maßnahmen an der Bausubstanz des Gruftraums 2002 sollten die Särge erneut ausgeräumt werden. Deswegen fanden im Juli und August 2002 Untersuchungen am Bestand der Schlabrendorffschen Gruft durch mehrere Spezialisten statt. Dabei wurden die Inhalte von elf geöffneten Särgen dokumentiert und beschrieben. Neben der Sargausstattung waren die mumifizierten Toten selbst Bestandteil der Untersuchungen. Aufgrund des günstigen Klimas, das insbesondere auf einer stetigen Luftzirkulation beruhte, kam es zu einer überwiegend guten Mumifizierung der Leichname durch Austrocknung. Die Färbung der organischen Gewebe variierte zwischen gelblich und rötlich-braun und zeigte keinen deutlichen Zusammenhang zum Grad der Mumifizierung. Die Bestatteten waren überwiegend über 60 Jahre alt. Krankheiten waren lediglich vereinzelt zu erkennen. Bemerkenswert war der aufgesägte Schädel des Wilhelm Karl Otto von Schlabrendorff, der auf eine Entnahme des Gehirns hindeutete, was vermutlich mit der Überführung in die Gruft zusammenhing. Viele der Schlabrendorffer Särge sind mit bunt bemalten Wappenblechen versehen, wovon einige das ganze Kopfhaupt bedecken – eine repräsentative Zier, die in dieser speziellen Machart aus keiner anderen Gruft bekannt ist.

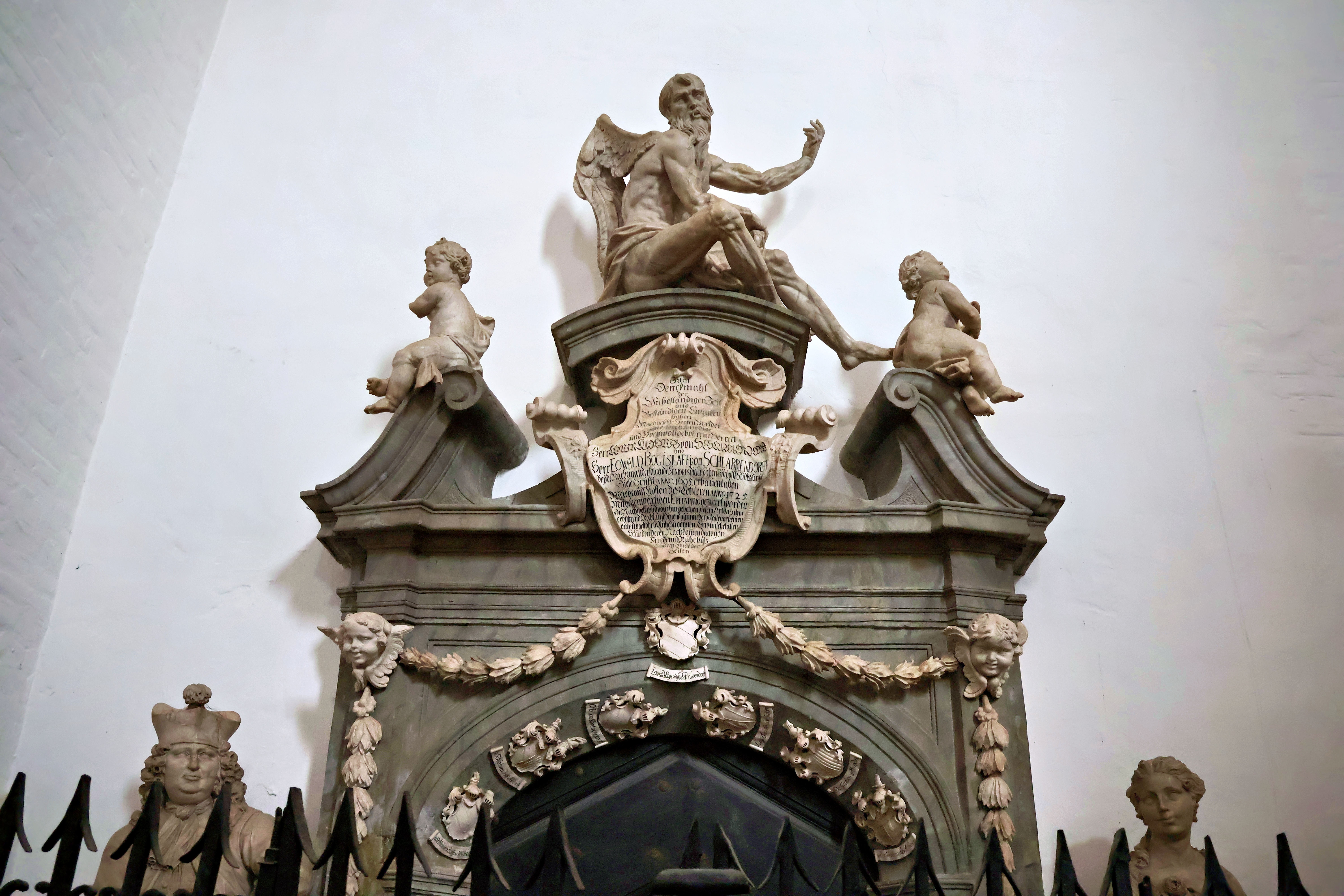
Inschrift am Eingang der Gruft
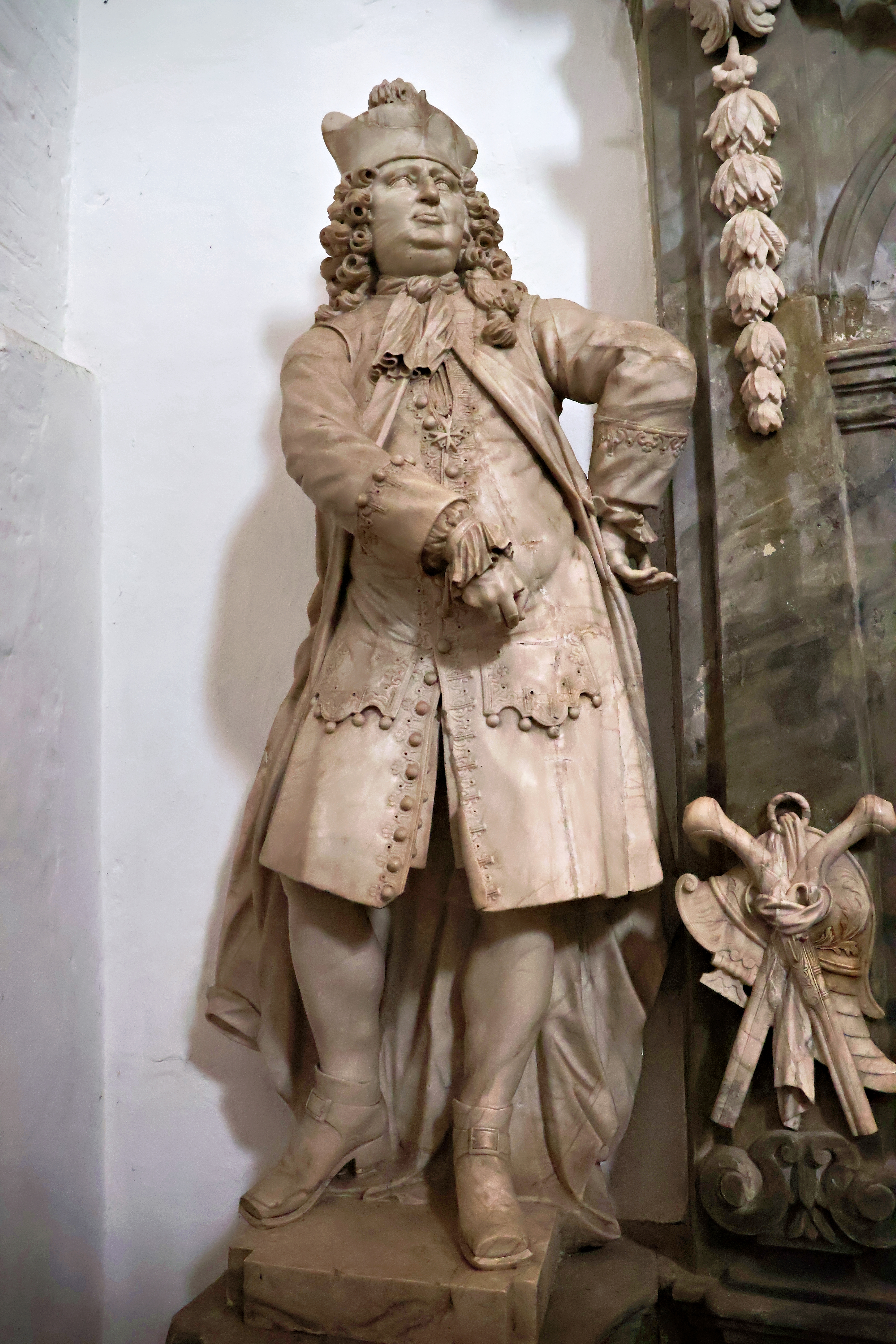
Marmorfigur von Eowald Bogislaw von Schlabrendorff (1659–1726)
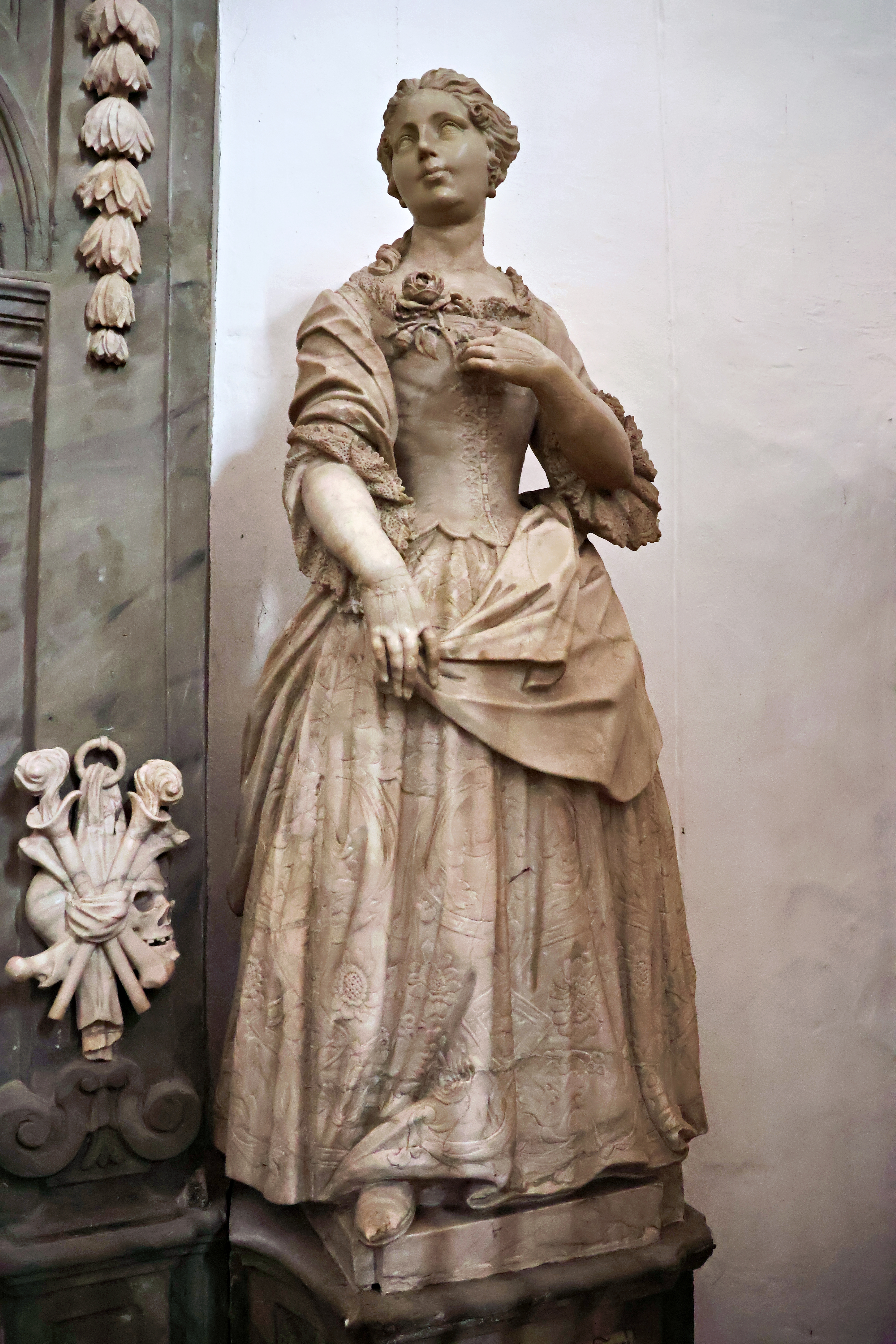
Marmorfigur von Frau Loysa Henriette von Schlabrendorff (1682–1707)

## Kirchliche Nutzung

### Mittelalter
Der frühere Sitz des Brandenburger Bischofs befand sich in der benachbarten Altstadt Brandenburg auf Königsgebiet. Bischofskirche war für kurze Zeit die dortige St.-Gotthardt-Kirche, die Hauptkirche der Altstadt. Mit dem Baubeginn des Doms siedelte der Prämonstratenser-Konvent auf die Dominsel über. Weitere Aspekte waren die Teilung des ehemaligen slawischen Burgbereiches in einen markgräflichen und einen bischöflichen Bezirk.
Der Dom zu Brandenburg wurde schon früh als Wohnsitz seiner Bischöfe aufgegeben. Diese zogen es vor, auf ihren Besitzungen zu residieren, zunächst in der nahegelegenen Burg Pritzerbe, später in der etwa 30 km entfernten Burg Ziesar. Die Verwaltung des Domes übernahmen vor Ort die Pröpste.

### Neuzeit
In der Reformation ab 1527 ging das römisch-katholische Bistum Brandenburg unter und der Dom wurde zur protestantischen Kirche. Das Domkapitel von Brandenburg ist heute ein protestantisches Kathedralkapitel und gehört heute zur Evangelischen Kirche Berlin-Brandenburg-Schlesische Oberlausitz.
Im Jahre 1848 diente der Dom zu Brandenburg als Versammlungsstätte der Preußischen Nationalversammlung, nachdem diese von Berlin dorthin verlegt wurde. Es tagte allerdings nur noch ein Rumpfparlament in Brandenburg an der Havel.
1920 wurde Paul von Hindenburg Domdechant. Als späterer Reichspräsident blieb er offiziell im Amt, ließ sich aber vor Ort vertreten.

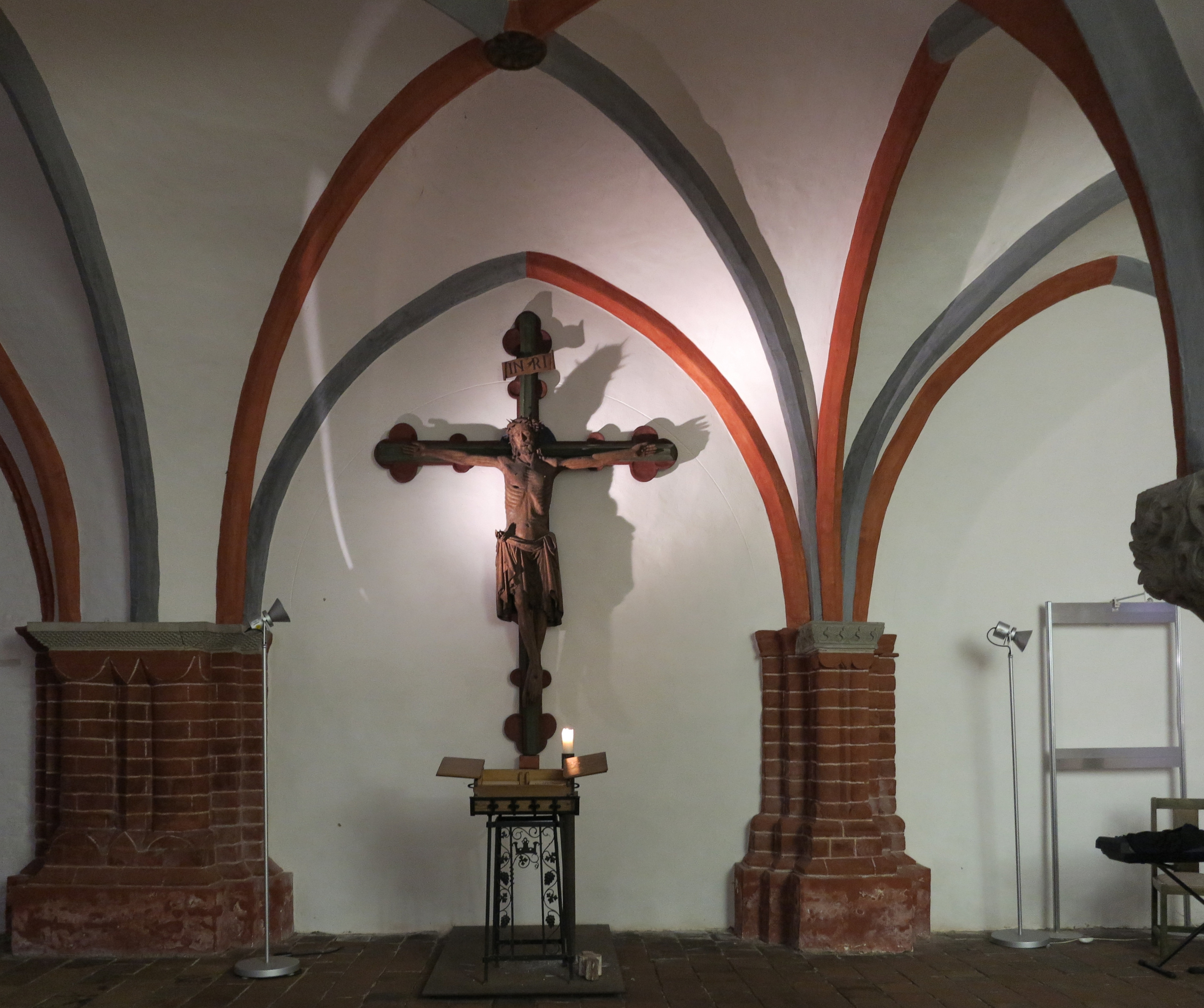
Die Schatulle mit den Namen der Glaubenszeugen vor einem alten Kruzifix in der Krypta des Domes, Foto Januar 2025

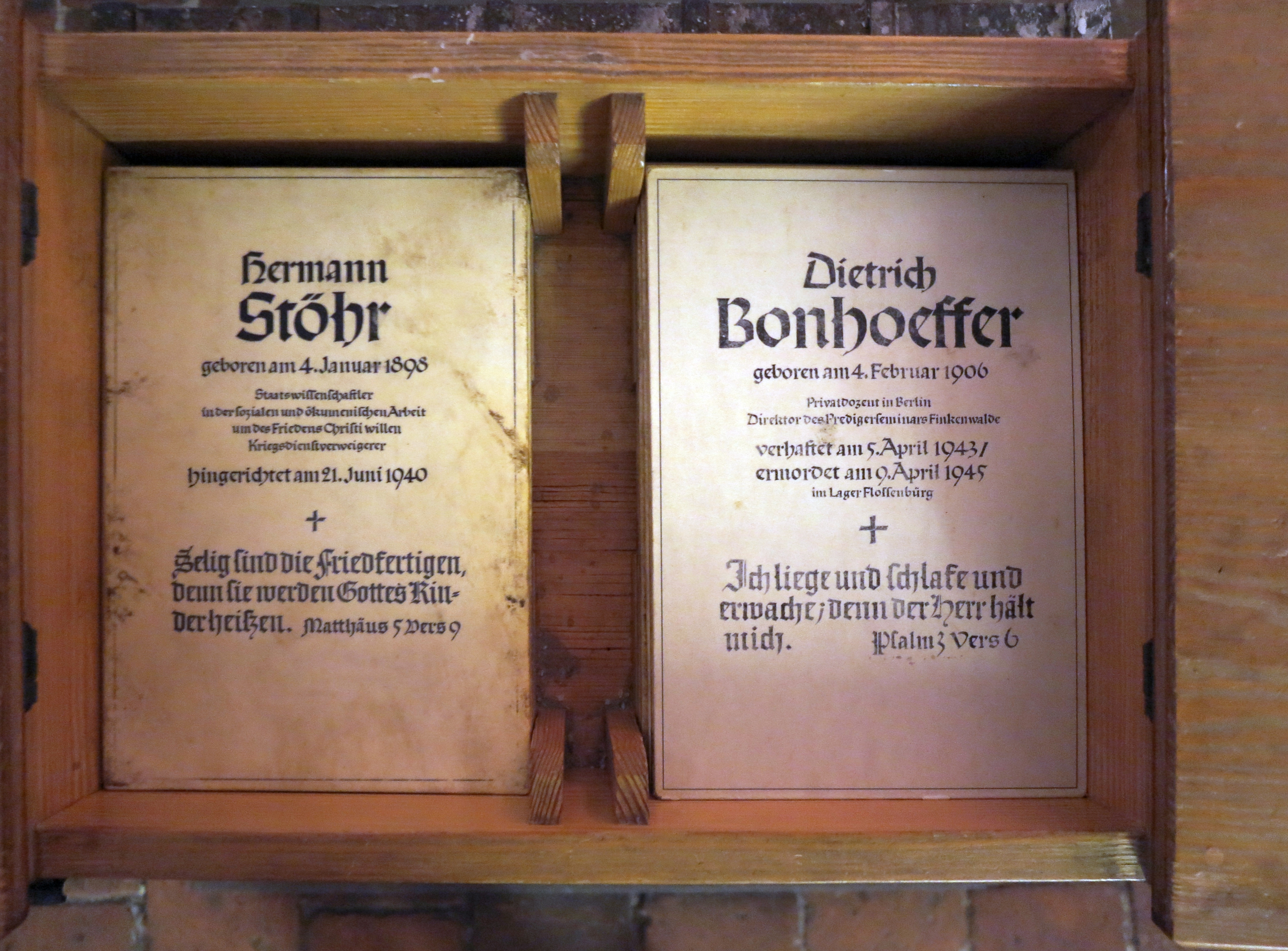
Blick in die Schatulle mit den Namen von zwei Glaubenszeugen

1953 realisierte der Bonhoeffer-Schüler und damalige Domdechant Albrecht Schönherr in der Krypta des Domes von Brandenburg den seit 1949 gehegten Gedanken einer „Gedächtnisstätte für die Blutzeugen des Kirchenkampfes“. Der Oranienburger Künstler und evangelische Laienprediger Wilhelm Groß fertigte eine Holzschatulle auf einem Gestell. Auf Karton wurden damals bekannte Namen des christlichen Widerstandes geschrieben, durch einen Bibelvers ergänzt und in diesen Kasten gelegt. Als Vorlage für die Namen diente das „Gedenkbuch für die Blutzeugen der Bekennenden Kirche“ von Bernhard Heinrich Forck. Hinzugefügt wurde lediglich der der Name des Totalverweigerers Hermann Stöhr. Damit wurde zum ersten Mal ein Kriegsdienstverweigerer öffentlich gewürdigt.

### Gegenwart
Der Dom zu Brandenburg wird von der evangelischen Kirche Brandenburgs aktiv genutzt. Neben den regelmäßigen Gottesdiensten ist die Kirche auch Ort für kulturelle Ereignisse wie Sommermusiken, Konzerte und Ausstellungen. Auch für Sonderausstellungen zu zeitgeschichtlichen Themen stellt der Dom seine Kirchenräume zur Verfügung. Trotz Kritik wurde 2015 eine Eintrittsgebühr von 5 EUR (Regelsatz) eingeführt, die außerhalb von Gottesdiensten zu entrichten ist.
Dem Dom angeschlossen ist das Dommuseum, das sakrale Kunst aus zehn Jahrhunderten ausstellt.
Das Domarchiv ist das älteste Archiv der Mark Brandenburg und arbeitet fortlaufend seit dem Jahr 1161. Es enthält wertvolle Urkunden seit der Ostexpansion des Heiligen Römischen Reiches und der nachfolgenden Siedlerepoche.
Der Dom und seine Nebengebäude, insbesondere das Wohnhaus des Barons Heinrich August de la Motte Fouqué und die übrigen Kurien, werden häufig als kulturelle Veranstaltungsorte genutzt, so unter anderem vom Brandenburger Theater mit dessen Reihe „Erlesener Dom“. Einen wichtigen Beitrag zum Erhalt dieses bedeutsamen Bauwerkes leistet der Förderverein „Dom zu Brandenburg“, dessen Ehrenvorsitzender lange Zeit Altbundespräsident Richard von Weizsäcker war.
In der Nacht zum 11. Dezember 2002 brannte durch Brandstiftung das Hauptgebäude der Burgmühle auf der Dominsel aus und wurde seit 2011 wieder aufgebaut.
Im Jahre 2006 eröffnete das Domgymnasium, die von der Ritterakademie ins Leben gerufene Bildungstradition fortsetzend, seine Pforten. Ein bekannter Absolvent der Ritterakademie der jüngeren Vergangenheit war unter anderem Otto Graf Lambsdorff.

## Domkapitel und Domvorstand
Das Domkapitel als ehrenamtlicher Aufsichtsrat des Brandenburger Doms hat bis zu 24 Mitglieder, u. a. (Stand: Mai 2022):
- Domdechant: Bischof Dr. Christian Stäblein
- stellv. Domdechantin Kerstin Gäfgen-Track (Hannover)
- Jörg Antoine (Berlin), Kristóf Bálint (Potsdam), Günter Bransch (Bad Saarow), Knud Caesar (Berlin), Stephan-Andreas Casdorff (Berlin), Hartmut Dorgerloh (Berlin), Dom-Pfarrerin Susanne Graap (Brandenburg), Patrick von Hertzberg (Potsdam), Tessen von Heydebreck (Berlin), Juliane Jacobi (Berlin), Achim Krekeler (Brandenburg), Wolfgang Kuhla (Berlin), Ulrike Liedtke (Potsdam), Hans-Georg von der Marwitz (Friedersdorf), Helmut Reihlen (Berlin), Hans-Ulrich Schulz (Potsdam), Ellen Ueberschär (Berlin)

Der Domvorstand leitet und verwaltet das Domstift in eigener Verantwortung und vertritt es gerichtlich und außergerichtlich.
- Kurator und Vorstandsvorsitzender Cord-Georg Hasselmann[21]
- kaufmännischer Vorstand und stellvertretender Vorstandsvorsitzender: Detlef K. Boos
- Vorständin für Kultur, Bildung und Wissenschaft: Dr. Marianne Schröter